# Hộ chiếu

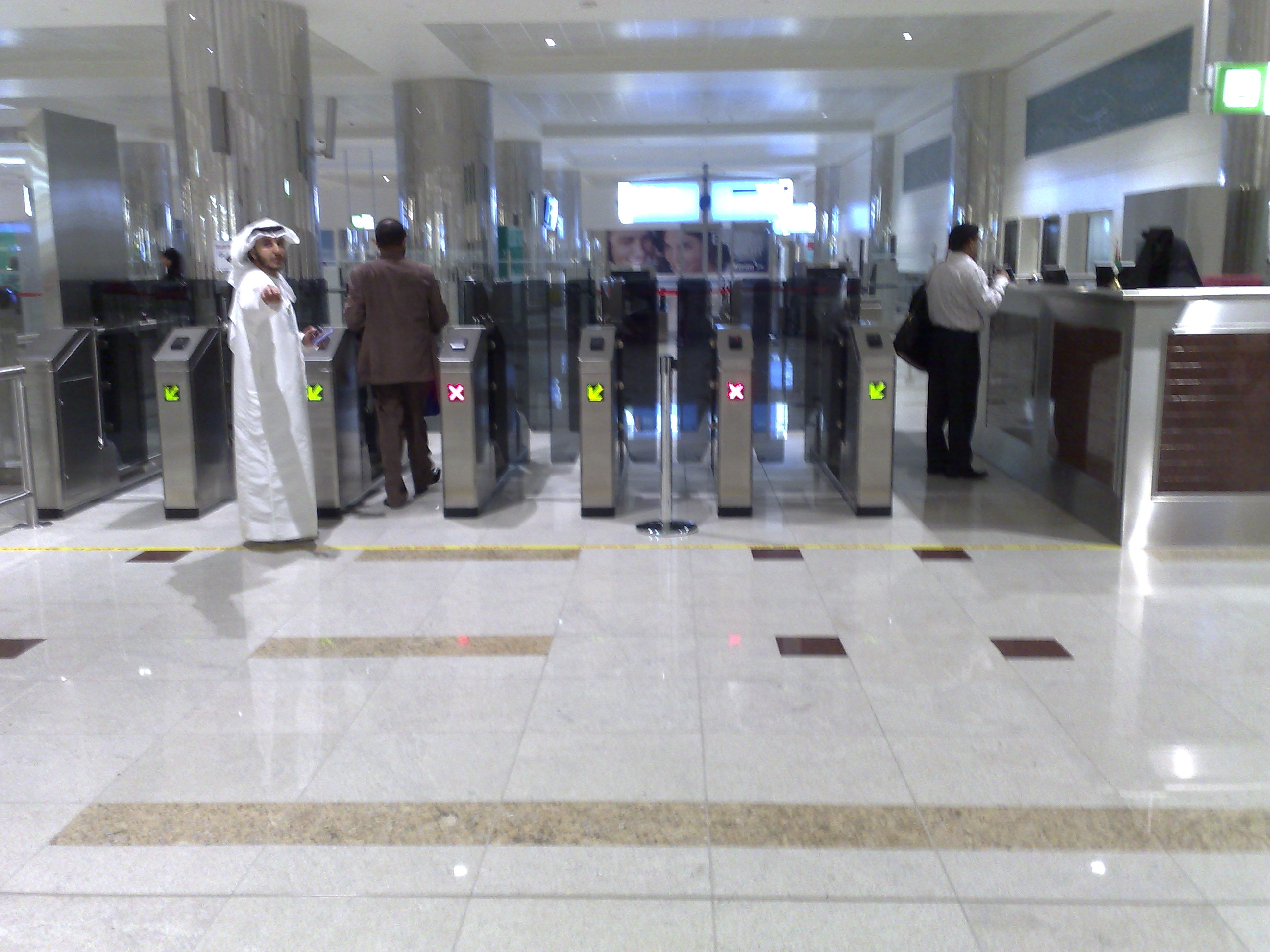
Kiểm soát hộ chiếu tại sân bay quốc tế Dubai

Hộ chiếu (tiếng Anh: Passport) hay Thông hành (phương ngữ miền Nam trước năm 1975) là một giấy thông hành, thường do chính phủ của một quốc gia cấp cho công dân của quốc gia đó, xác nhận danh tính và quốc tịch của người giữ hộ chiếu chủ yếu cho mục đích đi lại quốc tế. Hộ chiếu tiêu chuẩn có thể chứa thông tin như tên, nơi ở và ngày sinh, ảnh, chữ ký và các thông tin nhận dạng có liên quan khác của người sở hữu hộ chiếu. 

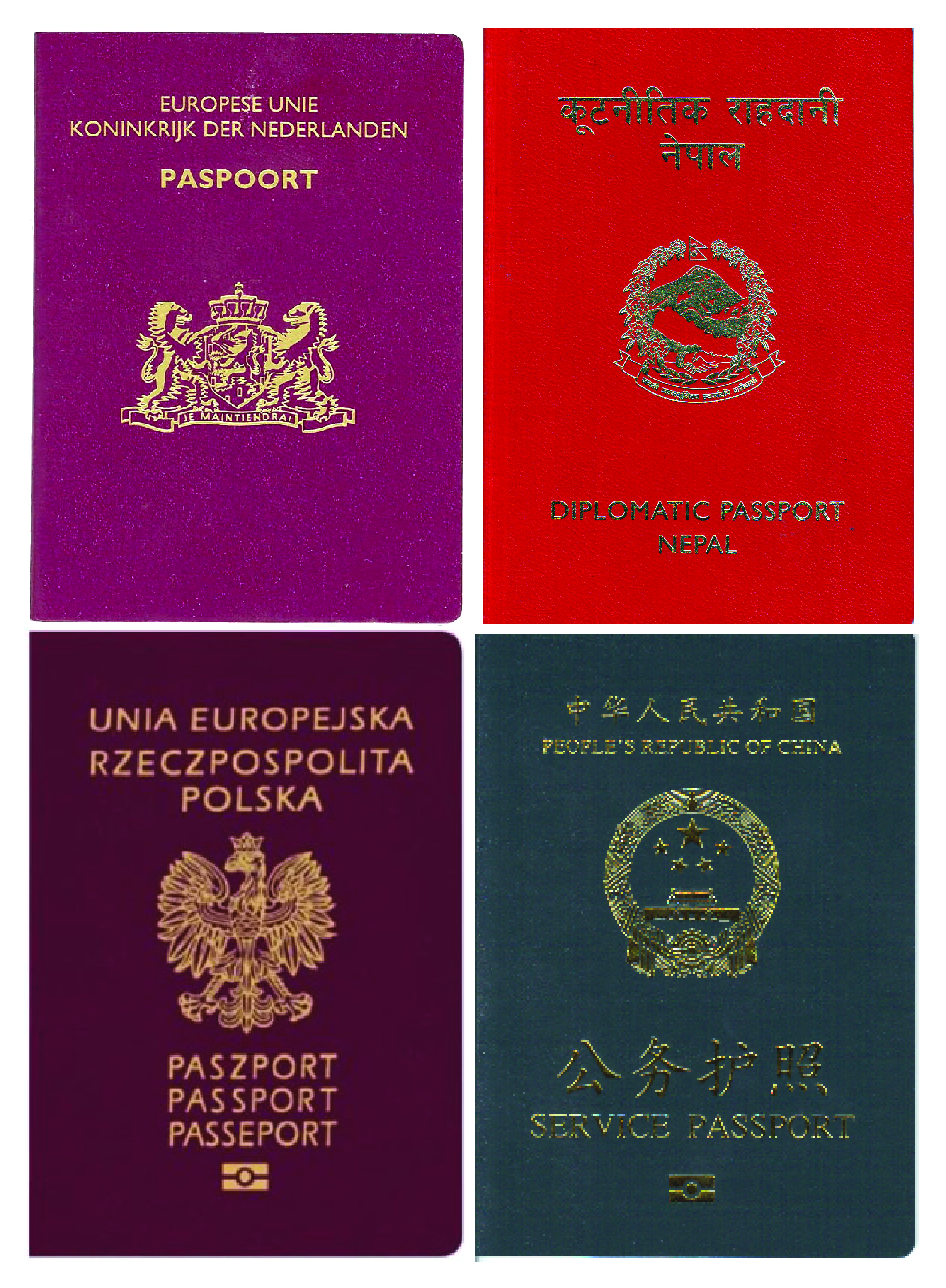
Hộ chiếu thông
thường của Hà Lan, ngoại giao Nepal, hộ chiếu phổ thông của Ba Lan và Hộ chiếu Công vụ của Cộng hòa Nhân dân Trung Hoa

Nhiều quốc gia đã bắt đầu phát hành hoặc có kế hoạch phát hành hộ chiếu sinh trắc học có chứa vi mạch nhúng, khiến chúng có thể đọc được bằng máy và khó làm giả hơn. Tính đến  tháng 1 năm 2019, đã có hơn 150 khu vực pháp lý cấp hộ chiếu điện tử. Hộ chiếu không đọc được bằng máy không sinh trắc học được cấp trước đây thường vẫn có giá trị cho đến ngày hết hạn của nó.
Người mang hộ chiếu thường được quyền nhập cảnh vào quốc gia đã cấp hộ chiếu, mặc dù một số người được cấp hộ chiếu có thể không phải là công dân đầy đủ quyền cư trú (ví dụ: công dân Mỹ hoặc công dân Anh). Bản thân hộ chiếu không tạo ra bất kỳ quyền lợi nào tại quốc gia được đến thăm hoặc bắt buộc quốc gia cấp hộ chiếu theo bất kỳ cách nào, chẳng hạn như hỗ trợ lãnh sự. Một số hộ chiếu chứng thực người mang hộ chiếu có tư cách là nhà ngoại giao hoặc quan chức khác, được hưởng các quyền và đặc quyền như miễn trừ bị bắt hoặc truy tố.
Nhiều quốc gia thường cho phép nhập cảnh đối với người mang hộ chiếu của các quốc gia khác, đôi khi yêu cầu phải có thị thực, nhưng đây không phải là quyền được cấp tự động. Nhiều điều kiện bổ sung khác, chẳng hạn như không có khả năng trở thành một khoản phí công cộng vì lý do tài chính hoặc các lý do khác, và người nắm giữ không bị kết án tội phạm, có thể được áp dụng. Khi một quốc gia không công nhận quốc gia khác hoặc đang tranh chấp với quốc gia đó, quốc gia đó có thể cấm sử dụng hộ chiếu của họ để đi du lịch đến quốc gia khác đó, hoặc có thể cấm nhập cảnh đối với những người có hộ chiếu của quốc gia khác đó và đôi khi đối với những người khác có ví dụ, đã đến thăm các quốc gia khác. Một số cá nhân phải chịu các lệnh trừng phạt từ chối nhập cảnh vào các quốc gia cụ thể.
Một số quốc gia và tổ chức quốc tế cấp giấy thông hành không phải là hộ chiếu tiêu chuẩn, nhưng cho phép chủ sở hữu đi du lịch quốc tế đến các quốc gia công nhận giấy tờ này. Ví dụ, những người không quốc tịch thường không được cấp hộ chiếu quốc gia, nhưng có thể có được giấy thông hành tị nạn hoặc "hộ chiếu Nansen" trước đó cho phép họ đi đến các quốc gia công nhận giấy tờ này và đôi khi quay trở lại nước cấp cho họ hộ chiếu trên.
Trong các trường hợp khác, có thể yêu cầu hộ chiếu để xác nhận thông tin nhận dạng như nhận phòng khách sạn hoặc khi đổi tiền sang nội tệ. Hộ chiếu và các giấy tờ thông hành khác có thời hạn sử dụng nhất định, nếu quá hạn sẽ không còn giá trị, nhưng hộ chiếu được khuyến nghị là có giá trị ít nhất 6 tháng vì nhiều hãng hàng không từ chối cho hành khách có hộ chiếu còn hạn sử dụng ngắn hơn 6 tháng lên máy bay, ngay cả khi quốc gia đến có thể không yêu cầu như vậy.

## Lịch sử

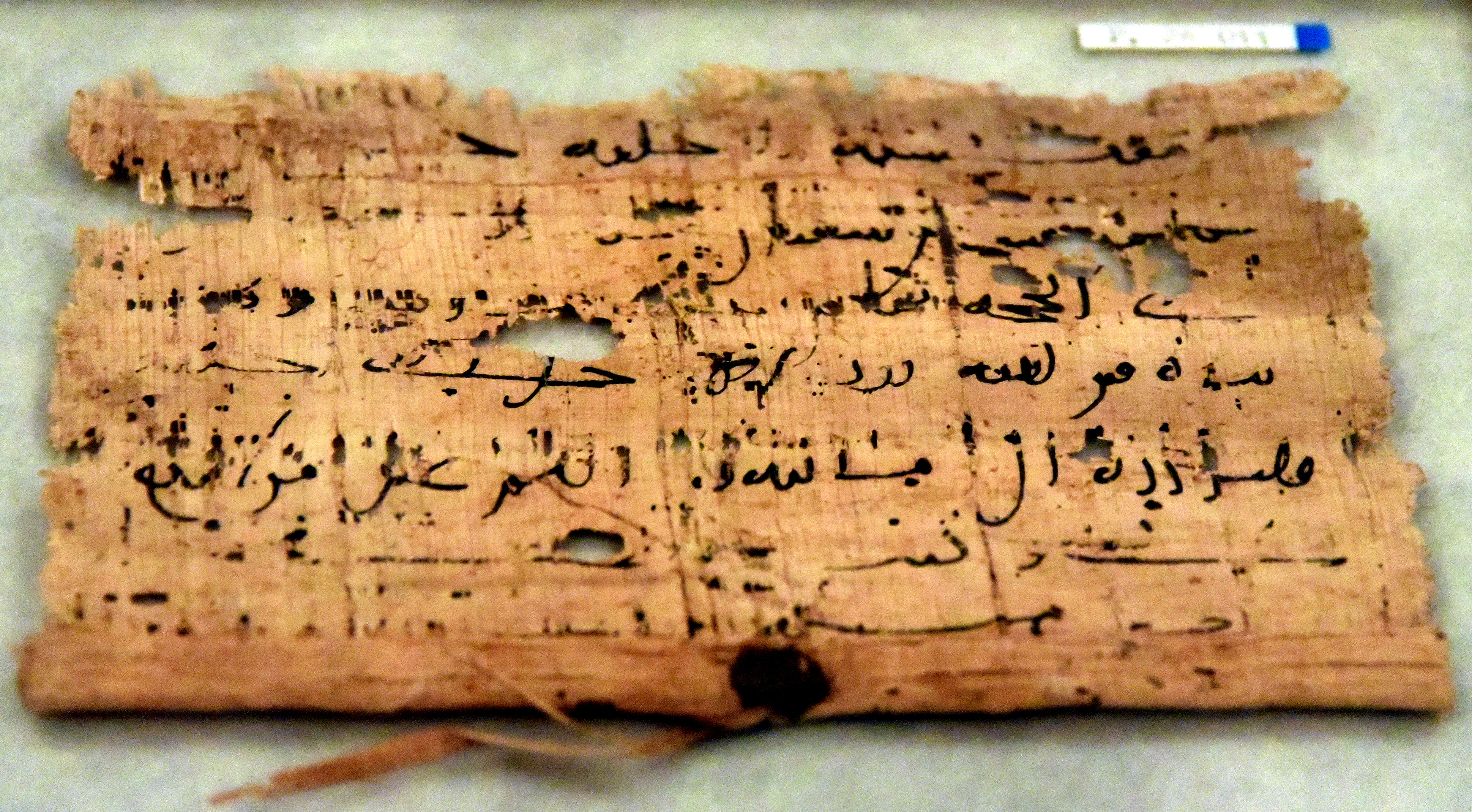
Giấy cói Ả Rập với nội dung giấy phép xuất cảnh, ngày 24 tháng 1 năm 722 sau Công nguyên, chỉ quy định về các hoạt động du lịch. Từ Hermopolis Magna, Ai Cập

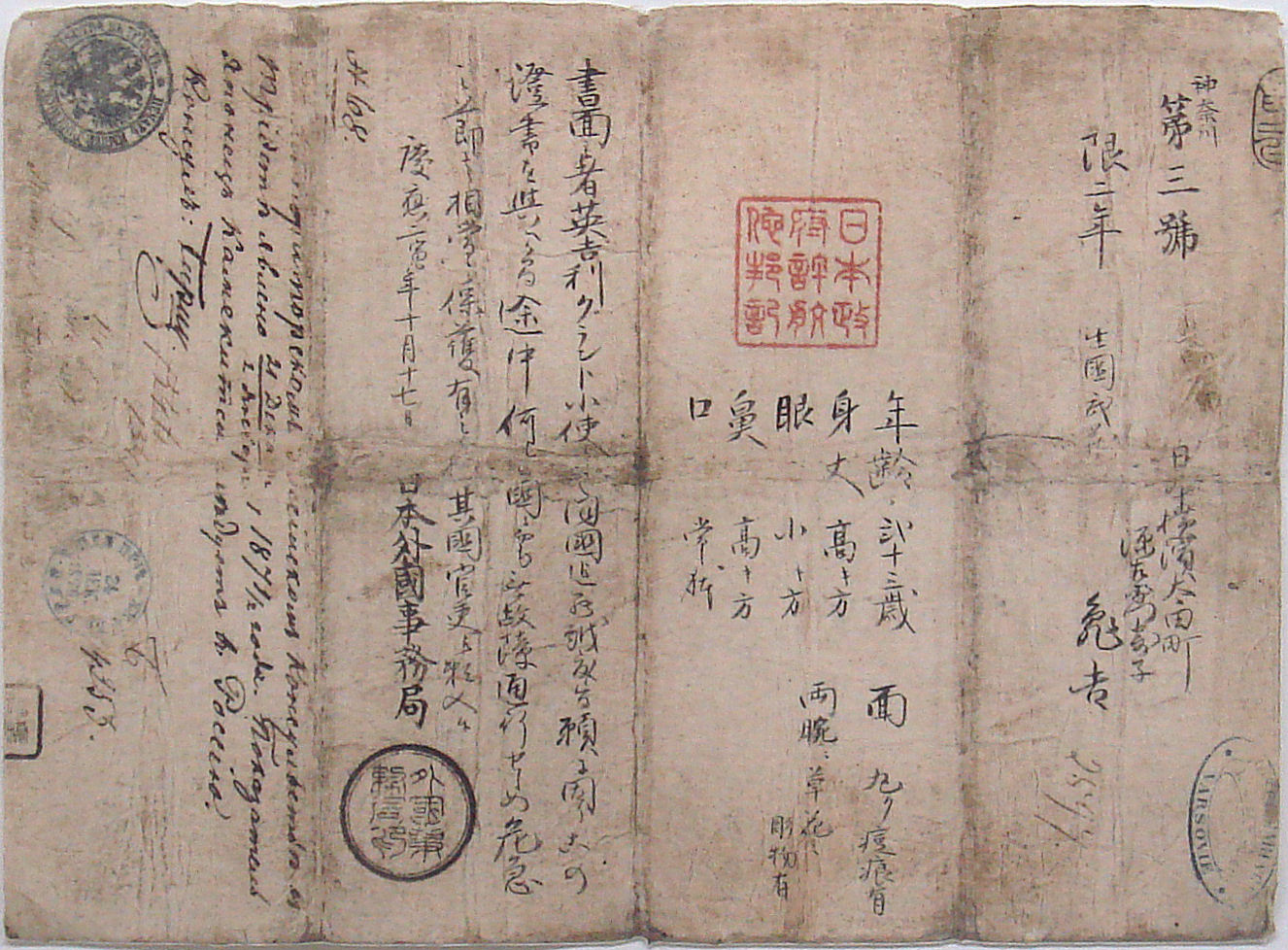
Hộ chiếu Nhật Bản đầu tiên, cấp năm 1866

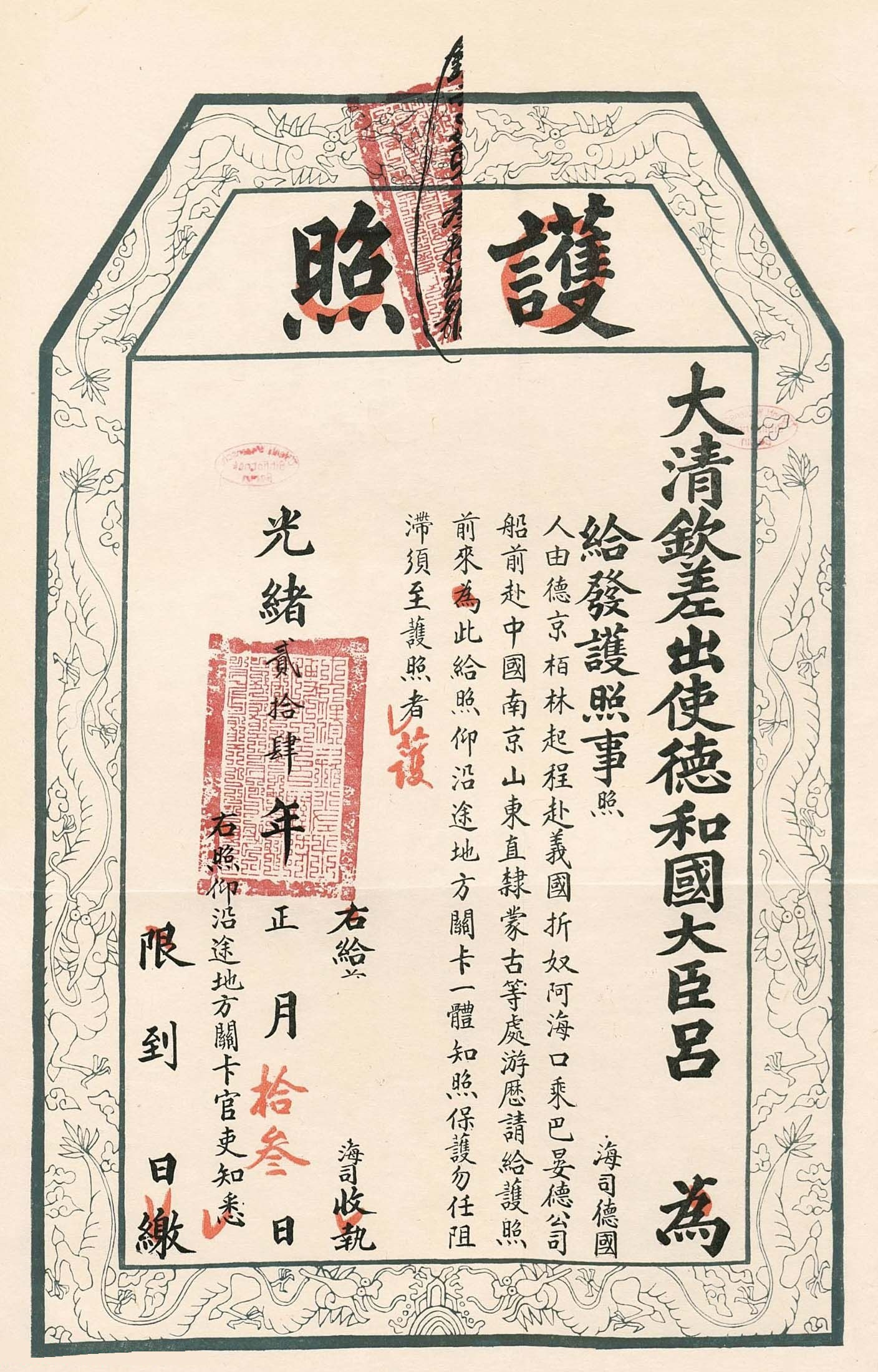
Hộ chiếu Trung Quốc từ triều đại nhà Thanh, năm thứ 24 của triều đại Quảng Hưng, 1898

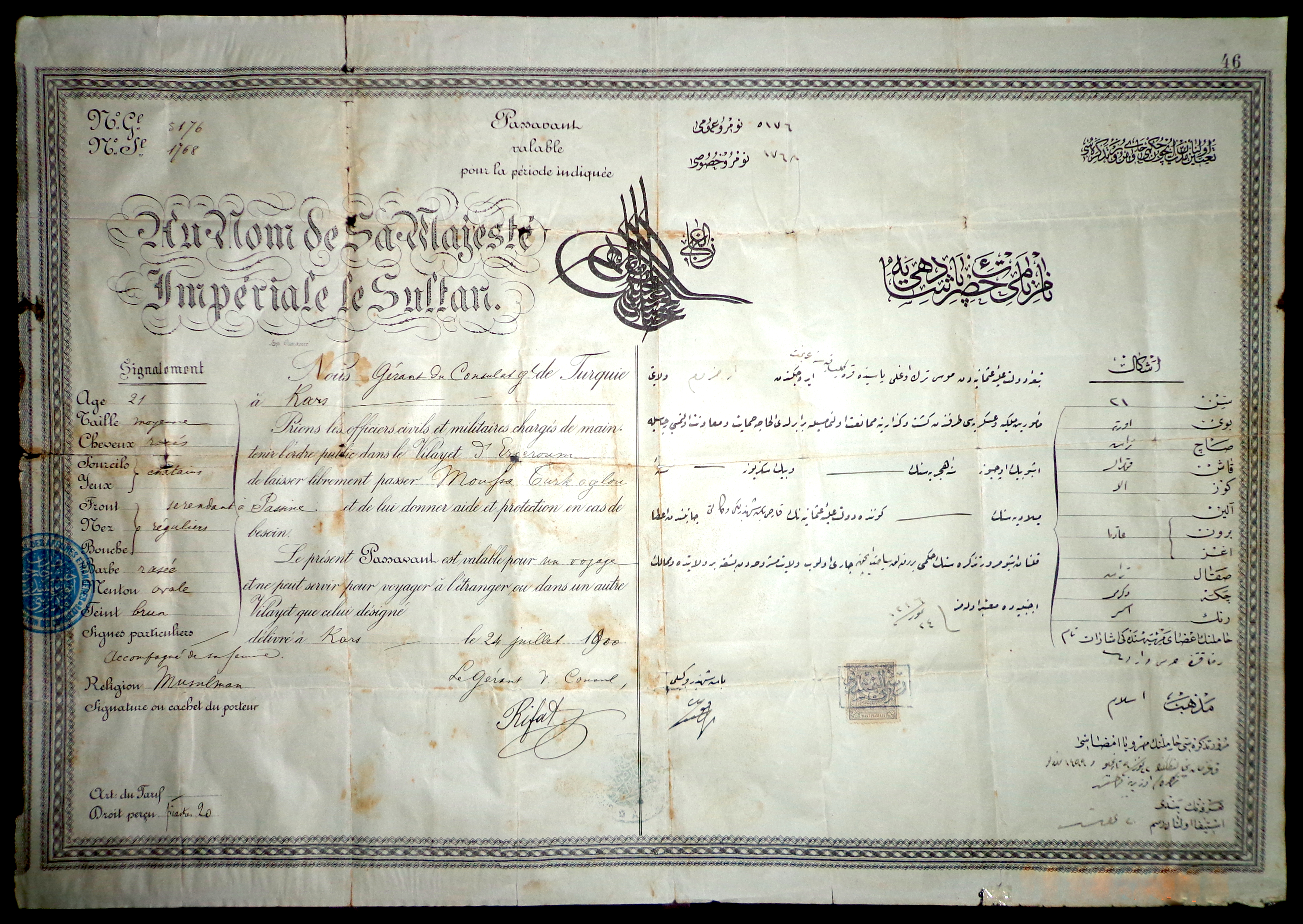
Hộ chiếu Ottoman (giấy thông hành) được cấp cho người Nga ngày 24 tháng 7 năm 1900

Một trong những tài liệu tham khảo sớm nhất được biết đến về thủ tục giấy tờ có vai trò tương tự như hộ chiếu được tìm thấy trong Kinh thánh tiếng Do Thái. Nehemiah 2:7–9, có niên đại khoảng năm 450 BC, nói rằng Nehemiah, một quan chức phục vụ Vua Artaxerxes I của Ba Tư, đã xin phép đi đến Judea; nhà vua cho phép và đưa cho anh ta một lá thư "gửi cho các thống đốc bên kia sông" yêu cầu cho anh ta lối đi an toàn khi đi qua vùng đất của nhà vua.
Arthashastra, thế kỷ thứ 3 TCN, đã đưa ra các thẻ thông hành được cấp với tỷ lệ một masha mỗi thẻ để ra vào đất nước này. Chương 34 của Cuốn sách thứ hai của Arthashastra liên quan đến nhiệm vụ của Mudrādhyakṣa, nghĩa là Giám đốc đóng dấu) -  người phải cấp giấy thông hành có đóng dấu trước khi một người có thể vào hoặc rời khỏi quốc gia này.
Hộ chiếu là một phần quan trọng của bộ máy hành chính Trung Quốc ngay từ thời Tây Hán (202 TCN-220 CN), nếu không muốn nói là vào thời nhà Tần. Giấy được yêu cầu ghi các chi tiết như tuổi, chiều cao và các đặc điểm cơ thể. Những hộ chiếu này (zhuan) xác định khả năng di chuyển của một người qua các quận của đế quốc và thông qua các điểm kiểm soát. Ngay cả trẻ em cũng cần hộ chiếu, nhưng những trẻ từ một tuổi trở xuống được mẹ chăm sóc có thể không cần hộ chiếu.
Trong Caliphate Hồi giáo thời trung cổ, một dạng hộ chiếu là bara'a, biên lai nộp thuế. Chỉ những người đã trả thuế zakah (đối với người Hồi giáo) hoặc jizya (đối với người dhimmis) mới được phép đi đến các vùng khác nhau của Caliphate; do đó, biên lai bara'a là một "hộ chiếu cơ bản." 
Các nguồn từ nguyên cho thấy thuật ngữ "hộ chiếu" là từ một tài liệu thời Trung cổ được yêu cầu để đi qua cổng (hoặc "porte") của tường thành hoặc đi qua một lãnh thổ. Ở châu Âu thời Trung cổ, các giấy tờ như vậy được chính quyền địa phương cấp cho du khách nước ngoài (trái ngược với công dân địa phương, như thực tế hiện đại) và thường chứa danh sách các thị trấn và thành phố mà người giữ giấy tờ này được phép đi vào hoặc đi qua. Nhìn chung, không cần phải có giấy tờ để đi đến các cảng biển, nơi được coi là điểm giao dịch mở, nhưng các giấy tờ này là phải có để có thể đi vào nội địa từ các cảng biển.
Vua Henry V của Anh được cho là đã phát minh ra thứ mà một số người coi là hộ chiếu đầu tiên theo nghĩa hiện đại, như một phương tiện giúp thần dân của ông chứng minh họ là ai ở các vùng đất xa lạ. Tài liệu tham khảo sớm nhất về những tài liệu này được tìm thấy trong Đạo luật năm 1414 của Nghị viện. Năm 1540, việc cấp giấy thông hành ở Anh đã trở thành một vai trò của Hội đồng Cơ mật Anh, và khoảng thời gian này thuật ngữ "hộ chiếu" đã được sử dụng. Năm 1794, cấp hộ chiếu Anh trở thành công việc của Văn phòng Ngoại trưởng. Luật của Hoàng gia Augsburg năm 1548 yêu cầu công chúng phải giữ các giấy tờ của hoàng gia để đi lại, nếu không sẽ có thể bị lưu đày vĩnh viễn.
Sự mở rộng nhanh chóng của cơ sở hạ tầng đường sắt và sự giàu có ở châu Âu bắt đầu từ giữa thế kỷ 19 đã dẫn đến sự gia tăng lớn về khối lượng du lịch quốc tế và hệ thống hộ chiếu duy nhất bị loãng trong khoảng 30 năm trước Thế chiến thứ nhất. Tốc độ của các chuyến tàu, cũng như số lượng hành khách vượt qua nhiều biên giới, khiến việc thực thi luật hộ chiếu trở nên khó khăn. Phản ứng chung là việc nới lỏng các yêu cầu về hộ chiếu. Trong phần cuối của thế kỷ 19 và cho đến Thế chiến thứ nhất, xét về tổng thể, hộ chiếu là không cần thiết để đi lại trong châu Âu, và việc đi qua biên giới là một thủ tục tương đối đơn giản. Do đó, tương đối ít người có hộ chiếu.
Trong Chiến tranh Thế giới thứ nhất, các chính phủ châu Âu đã đưa ra các yêu cầu về hộ chiếu biên giới vì lý do an ninh và để kiểm soát việc di cư của những người có kỹ năng hữu ích. Các biện pháp kiểm soát này vẫn được duy trì sau chiến tranh, trở thành một quy trình tiêu chuẩn, mặc dù gây tranh cãi. Khách du lịch người Anh của những năm 1920 phàn nàn, đặc biệt là về những bức ảnh đính kèm và mô tả vật lý, mà họ cho là đã dẫn đến một "sự mất nhân tính tồi tệ". Đạo luật Quốc tịch và Địa vị của Người nước ngoài của Anh được thông qua vào năm 1914, xác định rõ ràng các khái niệm về quyền công dân và tạo ra một mẫu sổ tay của hộ chiếu.
Năm 1920, Hội Quốc liên tổ chức hội nghị về hộ chiếu, Hội nghị Paris về hộ chiếu & thủ tục hải quan và thông qua vé. Hướng dẫn về hộ chiếu và thiết kế tập sách chung là kết quả của hội nghị, được tiếp nối với các hội nghị vào năm 1926 và 1927.
Trong khi Liên Hợp Quốc tổ chức hội nghị du lịch vào năm 1963, không có hướng dẫn về hộ chiếu nào được áp dụng. Tiêu chuẩn hóa hộ chiếu ra đời vào năm 1980, dưới sự bảo trợ của Tổ chức Hàng không Dân dụng Quốc tế (ICAO). Các tiêu chuẩn của ICAO bao gồm những tiêu chuẩn dành cho hộ chiếu có thể đọc được bằng máy. Những hộ chiếu như vậy có một khu vực trong đó một số thông tin được viết dưới dạng văn bản khác được viết dưới dạng chuỗi ký tự chữ và số, được in theo cách thích hợp để nhận dạng ký tự quang học. Điều này cho phép các kiểm soát viên biên giới và các cơ quan thực thi pháp luật khác xử lý các hộ chiếu này nhanh hơn mà không cần phải nhập thông tin theo cách thủ công vào máy tính. ICAO xuất bản Machine Readable Travel Documents Doc 9303, là tiêu chuẩn kỹ thuật cho hộ chiếu có thể đọc được bằng máy. Một tiêu chuẩn gần đây hơn là dành cho hộ chiếu sinh trắc học. Chúng chứa sinh trắc học để xác thực danh tính của khách du lịch. Thông tin quan trọng của hộ chiếu được lưu trữ trên một chip máy tính RFID nhỏ, giống như thông tin được lưu trữ trên thẻ thông minh. Giống như một số thẻ thông minh, thiết kế sổ tay hộ chiếu yêu cầu một chip không tiếp xúc được nhúng có thể chứa dữ liệu chữ ký số để đảm bảo tính toàn vẹn của hộ chiếu và dữ liệu sinh trắc học.

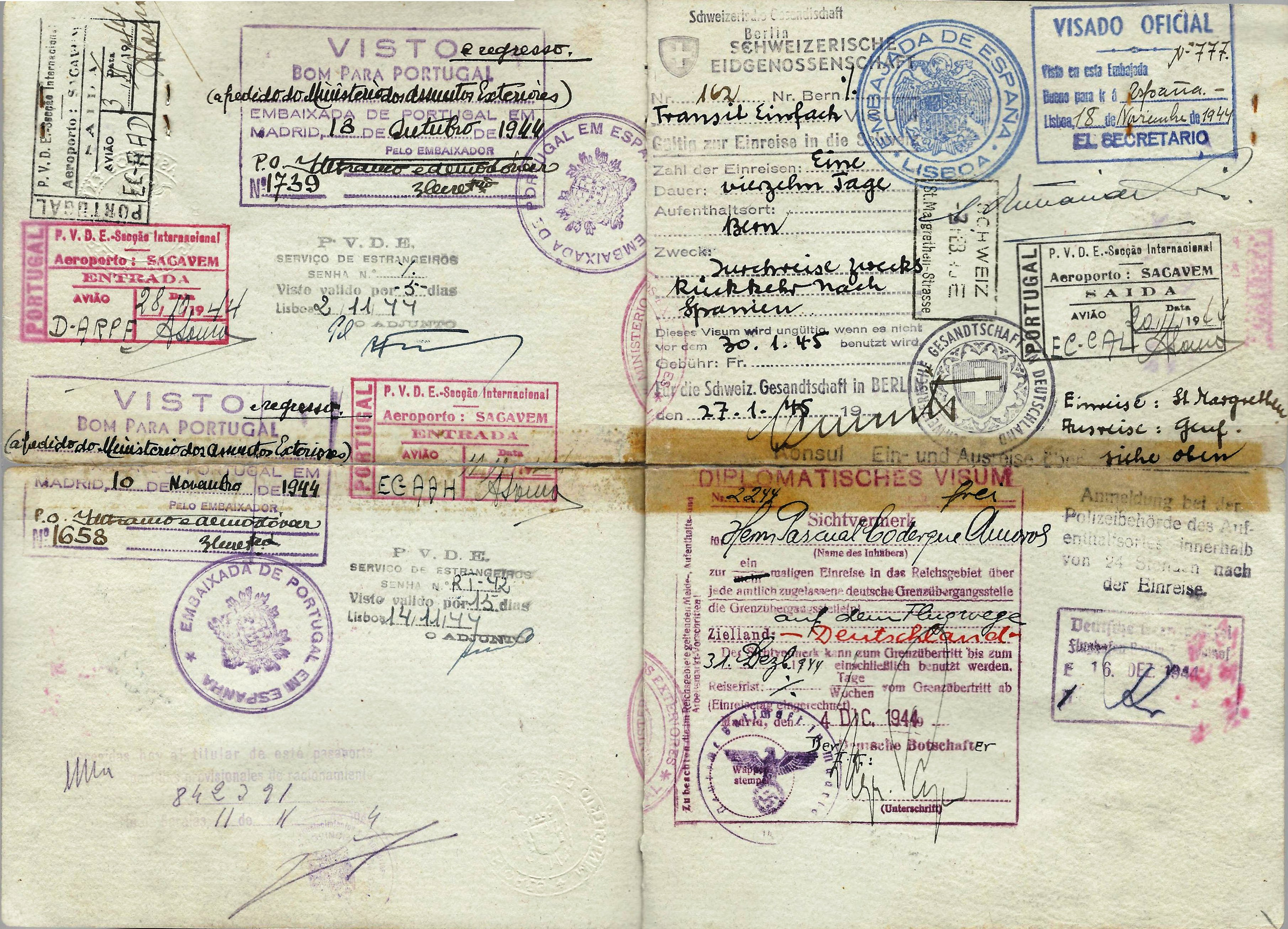
Hộ chiếu chính thức của Tây Ban Nha trong Thế chiến 2 được cấp vào cuối năm 1944 và được sử dụng trong 6 tháng cuối của cuộc chiến bởi một quan chức được cử đến Berlin

## Phát hành
Về mặt lịch sử, thẩm quyền hợp pháp để cấp hộ chiếu được thành lập dựa trên việc thực hiện theo quyết định của cơ quan hành pháp của mỗi quốc gia (hoặc đặc quyền của Nhà vua). Các nguyên lý pháp lý nhất định tuân theo, đó là: thứ nhất, hộ chiếu được cấp dưới danh nghĩa của tiểu bang; thứ hai, không người nào có quyền hợp pháp được cấp hộ chiếu; thứ ba, chính phủ của mỗi quốc gia, khi thực hiện quyền hành pháp của mình, có toàn quyền quyết định từ chối cấp hoặc thu hồi hộ chiếu; và thứ tư, rằng quyết định thứ hai không bị xem xét lại. Tuy nhiên, các học giả pháp lý bao gồm AJ Arkelian đã lập luận rằng những diễn biến trong cả luật hiến pháp của các nước dân chủ và luật quốc tế áp dụng cho tất cả các nước hiện làm cho những nguyên lý lịch sử đó trở nên lỗi thời và bất hợp pháp.
Trong một số trường hợp, một số quốc gia cho phép mọi người giữ nhiều hơn một giấy hộ chiếu. Điều này có thể áp dụng, ví dụ, đối với những người đi công tác nhiều và có thể cần phải có hộ chiếu để đi du lịch trong khi một hộ chiếu khác đang phải chờ thị thực xin vào một quốc gia khác. Ví dụ, Vương quốc Anh có thể cấp hộ chiếu thứ hai nếu người nộp đơn có thể cho thấy nhu cầu và tài liệu hỗ trợ, chẳng hạn như thư từ nhà tuyển dụng.

### Điều kiện cấp quốc gia
Ngày nay, hầu hết các quốc gia cấp hộ chiếu cá nhân cho công dân nộp đơn, bao gồm cả trẻ em, chỉ một số ít vẫn cấp hộ chiếu gia đình (xem bên dưới phần "Phân loại") hoặc bao gồm cả trẻ em trên hộ chiếu của cha mẹ (hầu hết các quốc gia đã chuyển sang hộ chiếu cá nhân từ đầu đến giữa thế kỷ 20). Khi người mang hộ chiếu xin cấp hộ chiếu mới (thường là do hộ chiếu trước đó hết hạn, không đủ giá trị để nhập cảnh vào một số quốc gia hoặc thiếu trang trống), họ có thể được yêu cầu nộp lại hộ chiếu cũ vì đã hết giá trị. Trong một số trường hợp, hộ chiếu hết hạn không bắt buộc phải giao nộp hoặc đã hết giá trị (ví dụ: nếu hộ chiếu đó có thị thực chưa hết hạn).
Theo luật của hầu hết các quốc gia, hộ chiếu là tài sản của chính phủ và có thể bị giới hạn hoặc bị thu hồi bất cứ lúc nào, thường là trên những lý do cụ thể và có thể bị xét xử tư pháp. Ở nhiều nước, giao nộp hộ chiếu là một điều kiện để cho phép tại ngoại thay cho việc bị phạt tù để chờ xét xử hình sự do rủi ro khi bay.
Mỗi quốc gia đặt ra các điều kiện riêng cho việc cấp hộ chiếu. Ví dụ, Pakistan yêu cầu người nộp đơn phải được phỏng vấn trước khi cấp hộ chiếu Pakistan. Khi xin hộ chiếu hoặc thẻ căn cước quốc gia, tất cả người Pakistan được yêu cầu ký vào lời thề tuyên bố Mirza Ghulam Ahmad là một nhà tiên tri mạo danh và tất cả người Ahmadis không phải là người Hồi giáo.
Một số quốc gia hạn chế việc cấp hộ chiếu, nơi các chuyến đi quốc tế đến và đi được quản lý rất chặt chẽ, chẳng hạn như Triều Tiên, nơi hộ chiếu phổ thông là đặc quyền của một số rất ít người được chính phủ tin tưởng.  Các quốc gia khác đưa ra yêu cầu đối với một số công dân để được cấp hộ chiếu, chẳng hạn như Phần Lan, nơi công dân nam từ 18–30 tuổi phải chứng minh rằng họ đã hoàn thành hoặc được miễn nghĩa vụ quân sự bắt buộc của họ để được cấp hộ chiếu không hạn chế; nếu không, hộ chiếu chỉ được cấp có giá trị đến hết năm thứ 28 của họ, để đảm bảo rằng họ trở lại thực hiện nghĩa vụ quân sự. Các quốc gia khác có nghĩa vụ quân sự bắt buộc, chẳng hạn như Hàn Quốc và Syria, cũng có các yêu cầu tương tự, ví dụ: Hộ chiếu Hàn Quốc và hộ chiếu Syria.

### Tình trạng quốc gia
Hộ chiếu có ghi quốc tịch của người sở hữu. Ở hầu hết các quốc gia, chỉ tồn tại một loại quốc tịch và chỉ một loại hộ chiếu phổ thông được cấp. Tuy nhiên, tồn tại một số loại ngoại lệ:

#### Nhiều loại quốc tịch trong một quốc gia
Vương quốc Anh có một số loại quốc tịch Vương quốc Anh do lịch sử thuộc địa của nó. Do đó, Vương quốc Anh phát hành nhiều hộ chiếu có hình thức tương tự nhưng đại diện cho các quốc tịch khác nhau, do đó, khiến các chính phủ nước ngoài buộc những người có hộ chiếu Vương quốc Anh khác nhau phải tuân theo các yêu cầu nhập cảnh khác nhau.

#### Nhiều loại hộ chiếu, một quốc tịch
Cộng hòa Nhân dân Trung Hoa ủy quyền cho các Đặc khu Hành chính Hồng Kông và Ma Cao cấp hộ chiếu cho thường trú nhân mang quốc tịch Trung Quốc theo thỏa thuận " một quốc gia, hai hệ thống ". Chính sách thị thực do chính quyền nước ngoài áp đặt đối với thường trú nhân Hồng Kông và Ma Cao mang hộ chiếu như vậy khác với những người mang hộ chiếu phổ thông của Cộng hòa Nhân dân Trung Hoa. Hộ chiếu Đặc khu Hành chính Hồng Kông (hộ chiếu HKSAR) cho phép miễn thị thực đến nhiều quốc gia hơn hộ chiếu thông thường của CHNDTH.
Ba quốc gia cấu thành của Vương quốc Đan Mạch có một quốc tịch chung. Đan Mạch thích hợp là một thành viên của Liên minh Châu Âu, nhưng Greenland và Faroe Islands thì không. Công dân Đan Mạch cư trú tại Quần đảo Greenland hoặc Faroe có thể lựa chọn giữa việc mang hộ chiếu Đan Mạch thuộc EU và hộ chiếu Đan Mạch không thuộc Liên minh Châu Âu của người Greenland hoặc Faroe.

#### Hạng quốc tịch đặc biệt thông qua đầu tư
Trong một số trường hợp hiếm hoi, quốc tịch có được thông qua đầu tư. Một số nhà đầu tư đã được mô tả trong hộ chiếu Tongan là 'người được bảo vệ tại Tongan', một tình trạng không nhất thiết phải mang theo quyền cư trú ở Tonga.

#### Hộ chiếu của thực thể không có lãnh thổ có chủ quyền
Một số thực thể không có lãnh thổ có chủ quyền phát hành các tài liệu được mô tả như hộ chiếu, đáng chú ý nhất là Liên đoàn Iroquois, Chính phủ lâm thời của thổ dân ở Úc và Lệnh quân sự có chủ quyền của Malta. Những giấy tờ như vậy không nhất thiết phải được chấp nhận để nhập cảnh vào một quốc gia.

### Hiệu lực

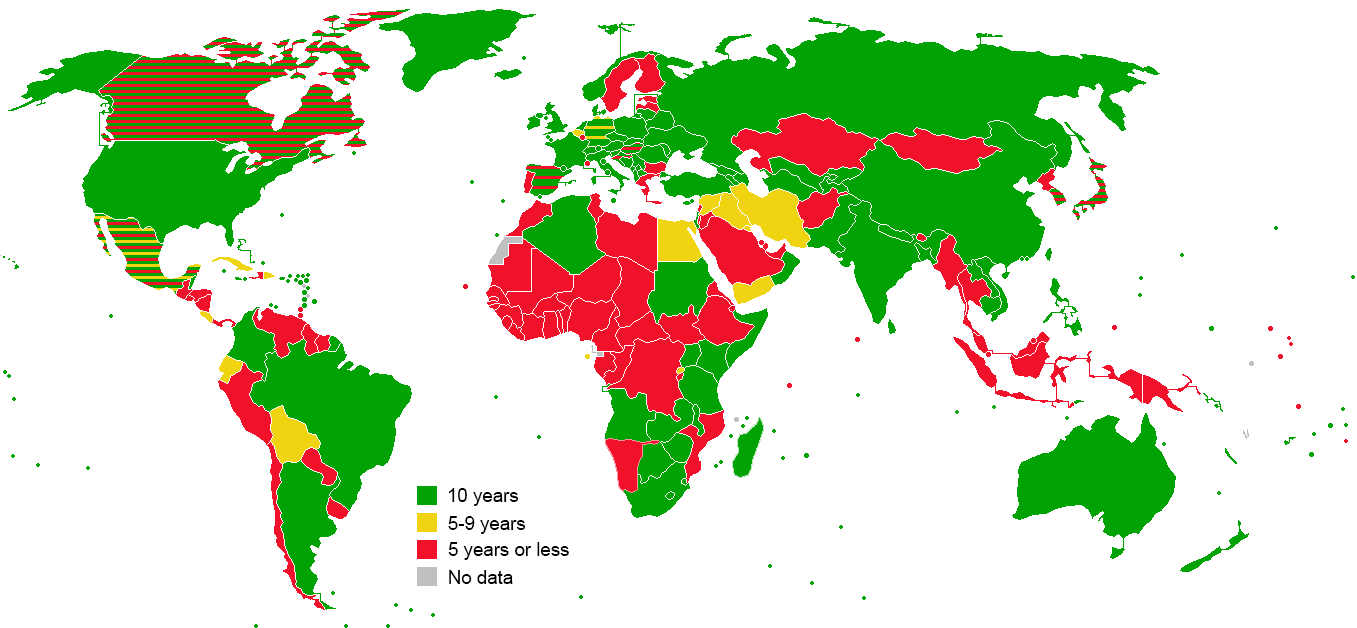
Thời hạn hộ chiếu cho người lớn trên toàn thế giới

Hộ chiếu có thời hạn sử dụng, thường từ 5 đến 10 năm.
Nhiều quốc gia yêu cầu hộ chiếu phải có giá trị ít nhất sáu tháng sau ngày khởi hành dự kiến, cũng như có ít nhất hai đến bốn trang trống. Các khuyến nghị chung yêu cầu hộ chiếu phải còn hạn ít nhất sáu tháng kể từ ngày khởi hành vì nhiều hãng hàng không từ chối cho hành khách có hộ chiếu còn hạn sử dụng ngắn hơn lên máy bay, ngay cả khi quốc gia đến không có yêu cầu như vậy đối với du khách đến.

## Phân loại

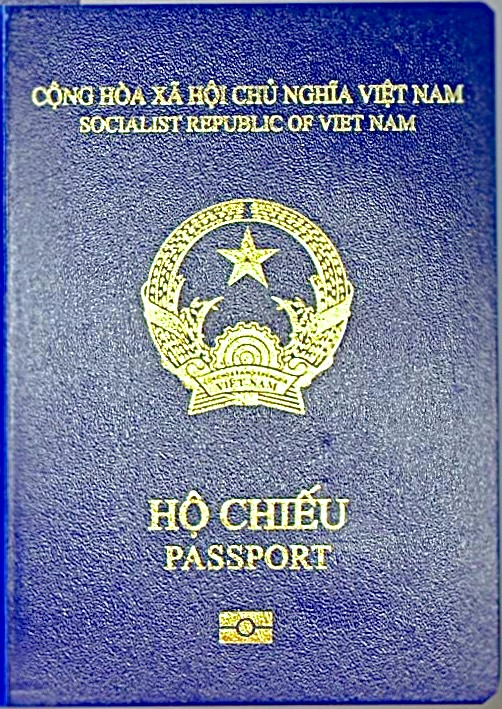
Hộ chiếu Cộng hoà Xã hội Chủ nghĩa Việt Nam

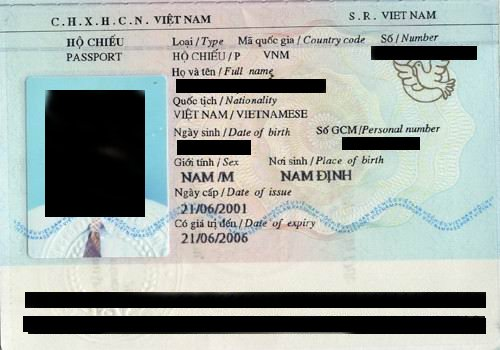
Hộ chiếu phổ thông của Việt Nam cấp năm 2001

Các loại hộ chiếu trên toàn thế giới tồn tại một tiêu chuẩn thô sơ như nhau, mặc dù loại hộ chiếu, số trang và định nghĩa có thể khác nhau tùy theo quốc gia.

### Hộ chiếu đầy đủ
- Hộ chiếu thường (còn gọi là hộ chiếu phổ thông, hoặc hộ chiếu du lịch) - Dạng hộ chiếu phổ biến nhất, được cấp cho công dân cá nhân và các công dân khác (hầu hết các quốc gia đã ngừng cấp hộ chiếu gia đình cách đây vài thập kỷ vì lý do hậu cần và an ninh).
- Hộ chiếu công vụ - Được cấp cho nhân viên chính phủ để đi công tác và người phụ thuộc đi cùng của họ.[34]
- Hộ chiếu ngoại giao - Được cấp cho các nhà ngoại giao của một quốc gia và những người phụ thuộc đi cùng của họ để đi lại và cư trú quốc tế chính thức. Các nhà ngoại giao được công nhận ở một số hạng nhất định có thể được nước sở tại cấp quyền miễn trừ ngoại giao, nhưng điều này không tự động được trao bằng cách mang hộ chiếu ngoại giao. Mọi đặc quyền ngoại giao được áp dụng tại quốc gia mà nhà ngoại giao được công nhận; ở nơi khác, người mang hộ chiếu ngoại giao phải tuân thủ các quy định và thủ tục đi lại tương tự như yêu cầu của công dân nước họ. Việc nắm giữ hộ chiếu ngoại giao không có bất kỳ đặc quyền cụ thể nào. Tại một số sân bay, có các cửa kiểm tra hộ chiếu riêng cho người mang hộ chiếu ngoại giao.
- Hộ chiếu khẩn cấp (còn gọi là hộ chiếu tạm thời) - Được cấp cho những người bị mất, bị đánh cắp hoặc không có hộ chiếu và họ không có thời gian để lấy hộ chiếu thay thế, ví dụ người ở nước ngoài và cần phải bay về nước trong vòng vài ngày. Những hộ chiếu này dành cho thời hạn rất ngắn, ví dụ như đi một chiều về nước và đương nhiên sẽ có thời hạn hiệu lực ngắn hơn nhiều so với hộ chiếu thông thường. Giấy thông hành cũng được sử dụng cho mục đích này.[35]Hộ chiếu khẩn cấp của Anh

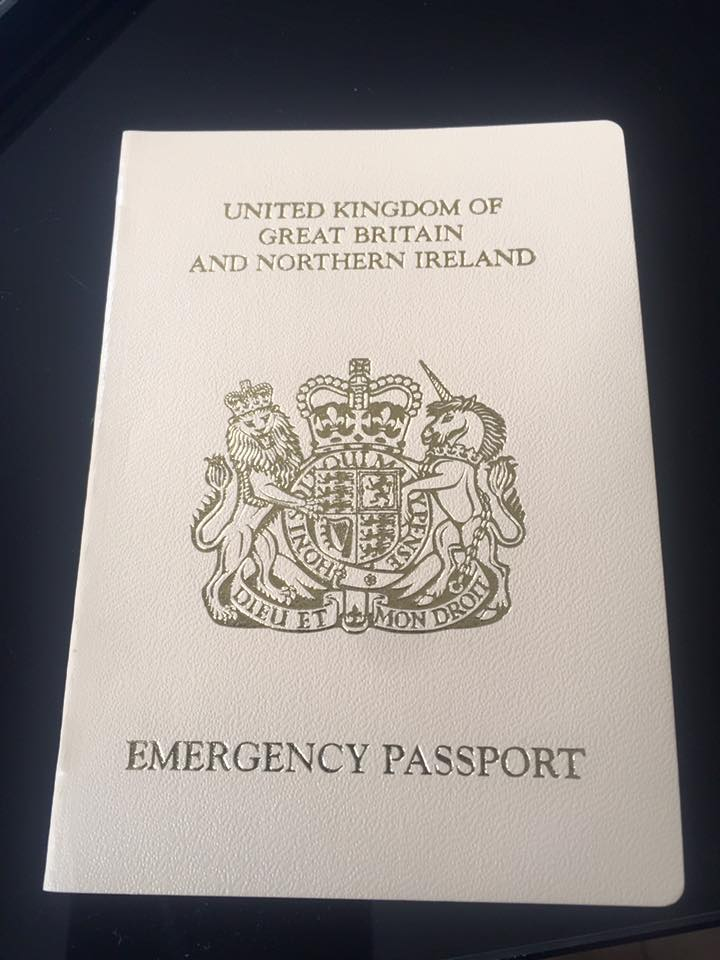
Hộ chiếu khẩn cấp của Anh

- Hộ chiếu tập thể - Được cấp cho các nhóm xác định để đi cùng nhau đến các điểm đến cụ thể, chẳng hạn như một nhóm học sinh trong một chuyến đi học.[36]
- Hộ chiếu gia đình - Được cấp cho cả một gia đình. Có một người mang hộ chiếu, người này có thể đi một mình hoặc với các thành viên khác trong gia đình có trong hộ chiếu. Thành viên gia đình không phải là chủ hộ chiếu không được sử dụng hộ chiếu để đi lại mà không có hộ chiếu.  Hiện nay ít quốc gia cấp hộ chiếu gia đình; ví dụ, tất cả các quốc gia EU, Canada, Hoa Kỳ và Vương quốc Anh, cùng nhiều quốc gia khác, đều yêu cầu mỗi trẻ em phải có hộ chiếu riêng.[37]

### Hộ chiếu không phải cho công dân

#### Latvia và Estonia
Những người không phải công dân ở Latvia và Estonia là những cá nhân, chủ yếu thuộc dân tộc Nga hoặc Ukraine, không phải là công dân của Latvia hoặc Estonia nhưng có gia đình đã cư trú trong khu vực này từ thời Liên Xô và do đó có quyền được cấp hộ chiếu không phải công dân của chính phủ Latvia cũng như các quyền cụ thể khác. Khoảng 2/3 trong số họ là người gốc Nga, tiếp theo là người Belarus, người Ukraine, người Ba Lan và người Litva.
Những người không phải là công dân ở hai quốc gia được cấp hộ chiếu không phải công dân đặc biệt  trái ngược với hộ chiếu thông thường do chính quyền Estonia và Latvia cấp cho công dân.

#### Samoa thuộc Mỹ
Mặc dù tất cả công dân Hoa Kỳ đều có quốc tịch Hoa Kỳ, nhưng điều ngược lại là không đúng. Như đã nêu trong 8 U.S.C. § 1408, một người có mối liên hệ duy nhất với Hoa Kỳ là thông qua việc sinh ra trong một sở hữu bên ngoài (được định nghĩa trong 8 U.S.C. § 1101 với tên American Samoa và Swains Island, đảo này được quản lý như một phần của American Samoa), hoặc thông qua nguồn gốc từ một người được sinh ra, có quốc tịch Hoa Kỳ nhưng không phải là công dân Hoa Kỳ. Điều này trước đây là trường hợp của một số tài sản ở nước ngoài hiện tại hoặc trước đây của Hoa Kỳ, tức là Khu Kênh đào Panama và Lãnh thổ Ủy thác của Quần đảo Thái Bình Dương.
Hộ chiếu Hoa Kỳ cấp cho người có quốc tịch Hoa Kỳ mà không phải là công dân có mã chứng thực 9 ghi rõ: "THE BEARER IS A UNITED STATES NATIONAL  AND NOT A UNITED STATES CITIZEN." trên trang chú thích.
Công dân Hoa Kỳ không phải là công dân có thể cư trú và làm việc tại Hoa Kỳ mà không bị hạn chế, và có thể nộp đơn xin nhập quốc tịch theo các quy tắc tương tự như người nước ngoài cư trú. Giống như những người nước ngoài cư trú, họ hiện không được bất kỳ bang nào của Hoa Kỳ cho phép bỏ phiếu trong các cuộc bầu cử liên bang hoặc bang, mặc dù đối với người nước ngoài thường trú, không có hiến pháp nào cấm họ làm như vậy.

#### Vương quốc Anh
Do sự phức tạp của luật quốc tịch Anh, Vương quốc Anh có sáu biến thể của quốc tịch Anh. Tuy nhiên, trong số các biến thể này, chỉ có tư cách được gọi là công dân Anh mới được cấp quyền cư trú tại một quốc gia hoặc vùng lãnh thổ cụ thể (Vương quốc Anh) trong khi những quốc gia khác thì không. Do đó, Vương quốc Anh cấp hộ chiếu Anh cho những người mang quốc tịch Anh nhưng không phải là công dân Anh, bao gồm công dân Lãnh thổ hải ngoại của Anh, công dân Anh ở nước ngoài, thần dân Anh, Công dân Anh (ở nước ngoài) và Người được bảo vệ của Anh.

#### Andorra
Trẻ em sinh ra ở Andorra cho công dân nước ngoài chưa cư trú tại quốc gia này trong vòng tối thiểu 10 năm được cấp hộ chiếu tạm thời. Sau khi trẻ đủ 18 tuổi, trẻ phải xác nhận quốc tịch của mình với Chính phủ.

### Dạng khác

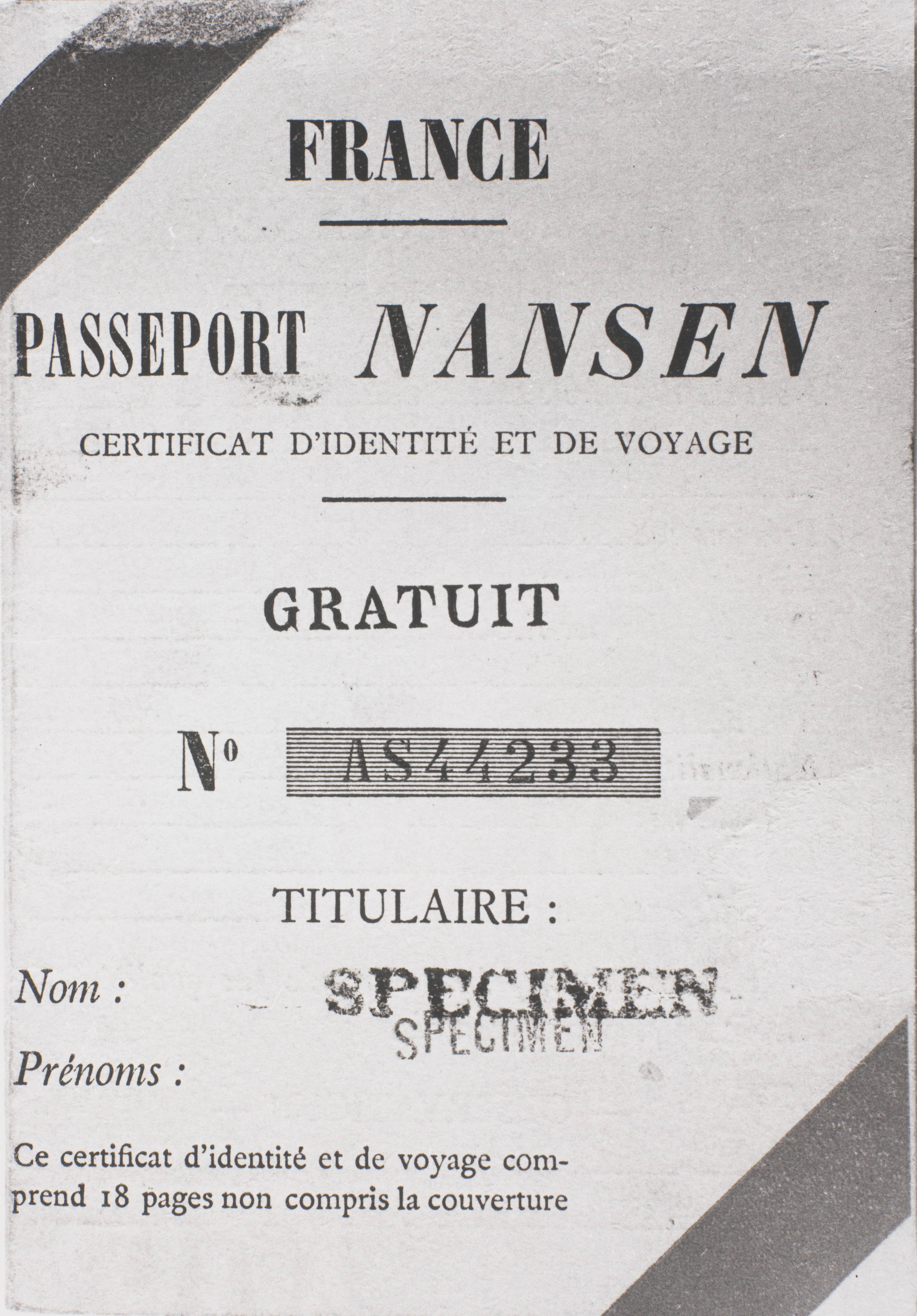
Hộ chiếu Nansen cho người tị nạn (hiện không còn tồn tại)

- Giấy thông hành - Được cấp bởi các chính phủ quốc gia hoặc các tổ chức quốc tế (chẳng hạn như Liên hợp quốc) làm hộ chiếu khẩn cấp, du lịch vì lý do nhân đạo hoặc đi công tác.
- Giấy thông hành Interpol - Được Interpol cấp cho các sĩ quan cảnh sát để đi công tác chính thức, cho phép họ bỏ qua một số hạn chế về thị thực ở một số quốc gia thành viên khi điều tra tội phạm xuyên quốc gia.
- Giấy chứng nhận danh tính (còn được gọi là hộ chiếu của người nước ngoài, hoặc không chính thức, Giấy thông hành) - Được cấp trong một số trường hợp nhất định, chẳng hạn như không quốc tịch, cho những người không phải là công dân. Một ví dụ là " hộ chiếu Nansen " (hình). Đôi khi được cấp dưới dạng hộ chiếu nội bộ cho người không cư trú.
- Giấy thông hành dành cho người tị nạn - Được cấp cho người tị nạn bởi quốc gia mà người đó hiện đang cư trú cho phép họ đi ra ngoài quốc gia đó và trở về. Giấy này là cần thiết vì những người tị nạn khó có thể nhận được hộ chiếu từ quốc tịch của họ.
- Giấy phép. Nhiều loại giấy phép du lịch tồn tại trên khắp thế giới. Một số, như Giấy phép tái nhập cảnh của Hoa Kỳ và Giấy phép tái nhập cảnh của Nhật Bản, cho phép cư dân của những quốc gia không thể có được hộ khẩu thường trú có thể đi ra nước ngoài và trở về. Những người khác, như Hộ chiếu Đặc biệt Bangladesh,[45]] Giấy phép hai chiều và Taibaozheng (Giấy phép Nhập cảnh Đồng hương Đài Loan), được sử dụng để đi và đến các quốc gia hoặc địa điểm cụ thể, chẳng hạn như để đi lại giữa Trung Quốc đại lục và Ma Cao, hoặc giữa Đài Loan và Trung Quốc.
- Giấy thông hành Trung Quốc - Do Cộng hòa Nhân dân Trung Hoa cấp cho công dân Trung Quốc thay cho hộ chiếu.
- Hộ chiếu Hajj - loại hộ chiếu đặc biệt chỉ dùng cho chuyến hành hương của Hajj và Umrah đến Mecca và Medina, Ả Rập Saudi.
- Thị thực ngoại giao kết hợp với hộ chiếu thông thường hoặc hộ chiếu ngoại giao.[46]

### Du lịch trong lãnh thổ có chủ quyền yêu cầu hộ chiếu

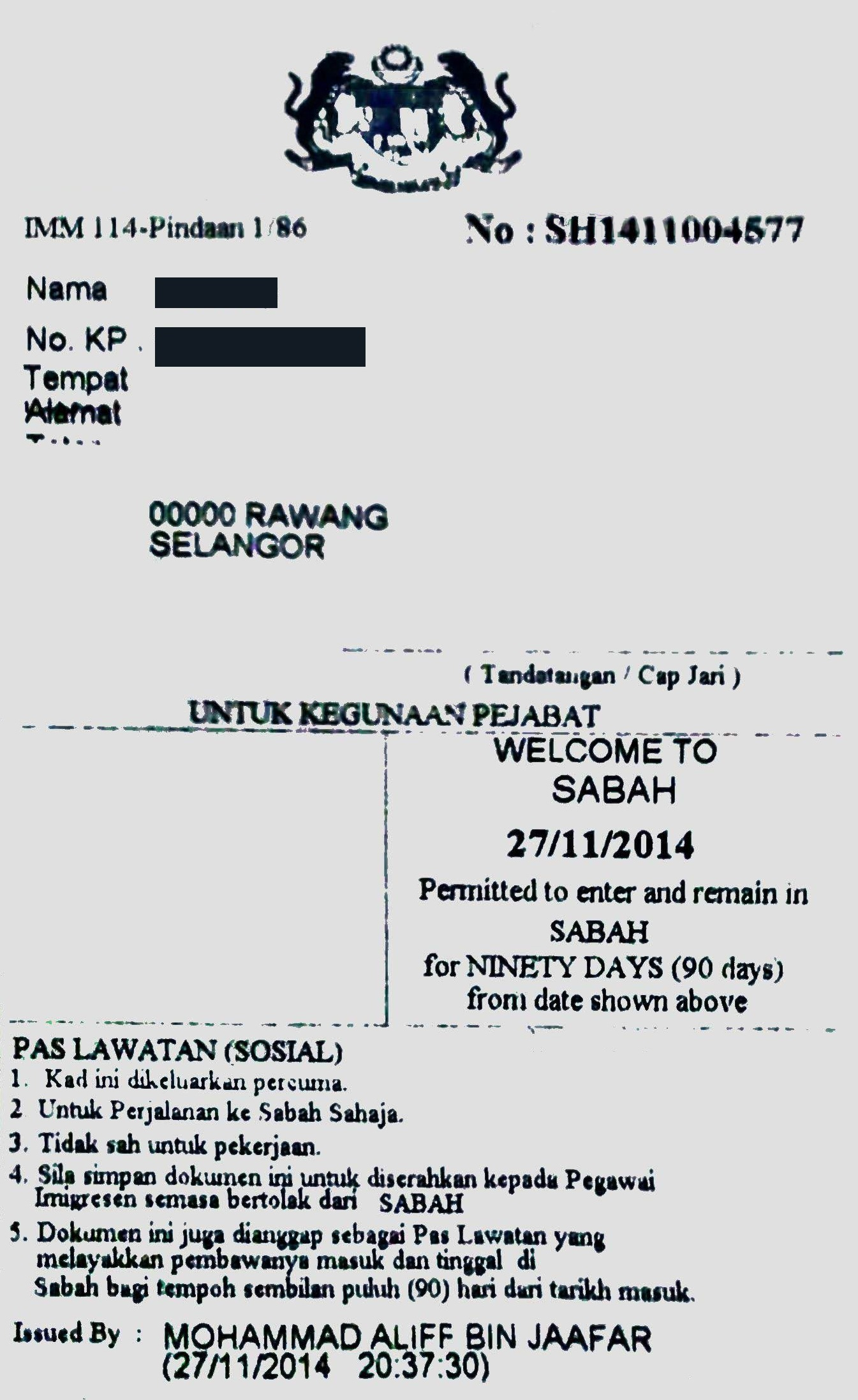
(Document In Lieu of Internal Travel Document, IMM.114) được cấp cho các công dân Tây Malaysia nhập cảnh Sabah bằng chứng minh thư Malaysia cho các chuyến công tác và xã hội. Mẫu đơn phải được trả lại cho Viên chức Nhập cư khi rời khỏi bang Sabah hoặc nếu không, sẽ có hậu quả là bị cơ quan nhập cư giam giữ.

Đối với một số quốc gia, hộ chiếu là bắt buộc đối với một số loại hình du lịch giữa các lãnh thổ có chủ quyền của họ. Ba ví dụ về điều này là:
- Hồng Kông và Ma Cao, cả hai đều là các đặc khu hành chính của Trung Quốc (SAR), có hệ thống kiểm soát nhập cư riêng khác với Trung Quốc và Trung Quốc đại lục. Việc đi lại giữa ba nơi về mặt kỹ thuật không phải là quốc tế, vì vậy công dân của ba địa điểm không sử dụng hộ chiếu để đi lại giữa ba nơi, thay vào đó sử dụng các giấy tờ khác, chẳng hạn như Giấy phép đi lại Đại lục (cho người dân Hồng Kông và Ma Cao). Thường trú nhân của Hồng Kông và Macao không có quốc tịch được miễn thị thực vào Trung Quốc Đại lục sẽ vẫn phải xin thị thực để thăm Trung Quốc Đại lục. Du khách nước ngoài phải xuất trình hộ chiếu có thị thực áp dụng tại các điểm kiểm soát xuất nhập cảnh.[cần dẫn nguồn]
- Malaysia, nơi một thỏa thuận đã được thống nhất trong quá trình hình thành đất nước này, các bang Sabah và Sarawak ở Đông Malaysia được phép duy trì hệ thống kiểm soát nhập cư tương ứng. Do đó, du khách nước ngoài phải có hộ chiếu khi đi từ Bán đảo Malaysia đến Đông Malaysia, cũng như di chuyển giữa Sabah và Sarawak. Đối với các chuyến thăm xã hội/kinh doanh không quá 3 tháng, người Malaysia ở Bán đảo phải xuất trình MyKad hoặc đối với trẻ em dưới 12 tuổi, giấy khai sinh và nhận được một bản in nhập cư đặc biệt để lưu giữ cho đến khi khởi hành. [35] Tuy nhiên, người ta có thể xuất trình hộ chiếu Malaysia hoặc Giấy thông hành bị hạn chế và đóng dấu nhập cảnh vào giấy thông hành để tránh rắc rối khi giữ thêm một tờ giấy. Đối với các mục đích khác, người Malaysia ở Bán đảo phải có giấy phép cư trú dài hạn cùng với hộ chiếu hoặc Giấy thông hành hạn chế.
- Đảo Norfolk, một trong những lãnh thổ tự quản bên ngoài của Úc, có các biện pháp kiểm soát nhập cư riêng. Cho đến năm 2018, công dân Úc và New Zealand đi du lịch đến lãnh thổ này phải mang theo hộ chiếu hoặc Giấy tờ tùy thân của Úc, trong khi những người mang quốc tịch khác cũng phải có thị thực Úc hợp lệ và/hoặc thị thực Thường trú nhân của Đảo Norfolk.[47]

### Hộ chiếu nội bộ
Hộ chiếu nội bộ được một số quốc gia cấp như một loại giấy tờ tùy thân. Một ví dụ là hộ chiếu nội bộ của Nga hoặc một số quốc gia hậu Xô Viết khác có từ thời đế quốc. Một số quốc gia sử dụng hộ chiếu nội bộ để kiểm soát việc di cư trong một quốc gia. Ở một số quốc gia, hộ chiếu quốc tế hoặc hộ chiếu đi nước ngoài là hộ chiếu thứ hai, ngoài hộ chiếu nội địa, được yêu cầu đối với công dân để đi du lịch nước ngoài trong nước cư trú. Hộ chiếu riêng để đi du lịch nước ngoài đã tồn tại hoặc tồn tại ở các quốc gia sau:
- Nga: xem Hộ chiếu nội bộ của Nga
- Ukraina: xem chứng minh thư Ukraina#Hộ chiếu nội bộ trước đây
- Ở Liên Xô, có một số loại hộ chiếu quốc tế: hộ chiếu phổ thông, hộ chiếu công vụ, hộ chiếu ngoại giao và hộ chiếu thủy thủ. Xem Hệ thống hộ chiếu ở Liên Xô.
- Các nước thuộc Khối phía Đông có hệ thống hộ chiếu nội địa / quốc tế tương tự như của Liên Xô.

## Thiết kế và định dạng

### Tiêu chuẩn của Tổ chức Hàng không Dân dụng Quốc tế

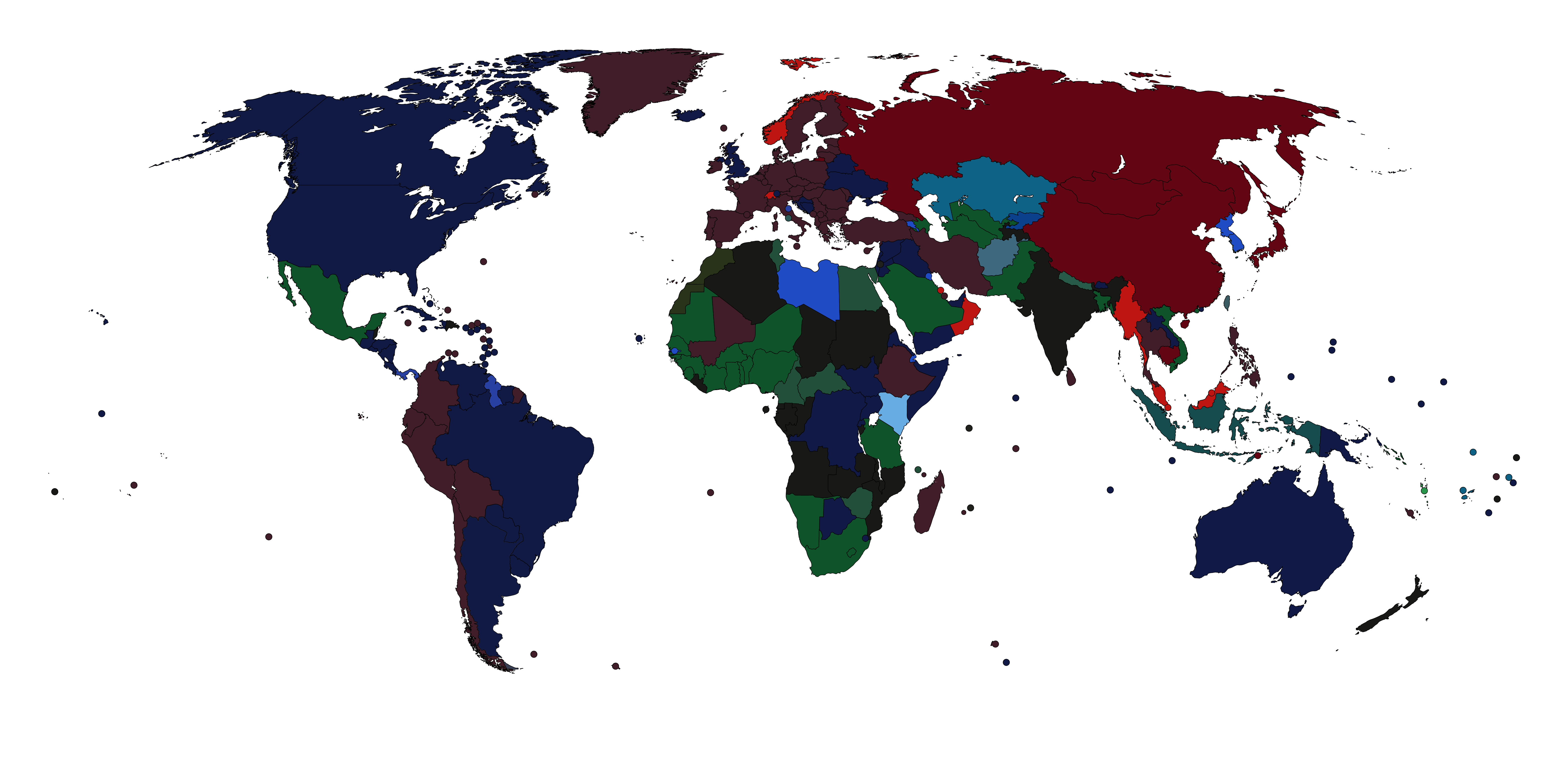
Màu sắc trên khắp thế giới cho thấy màu bìa sổ hộ chiếu hiện đại

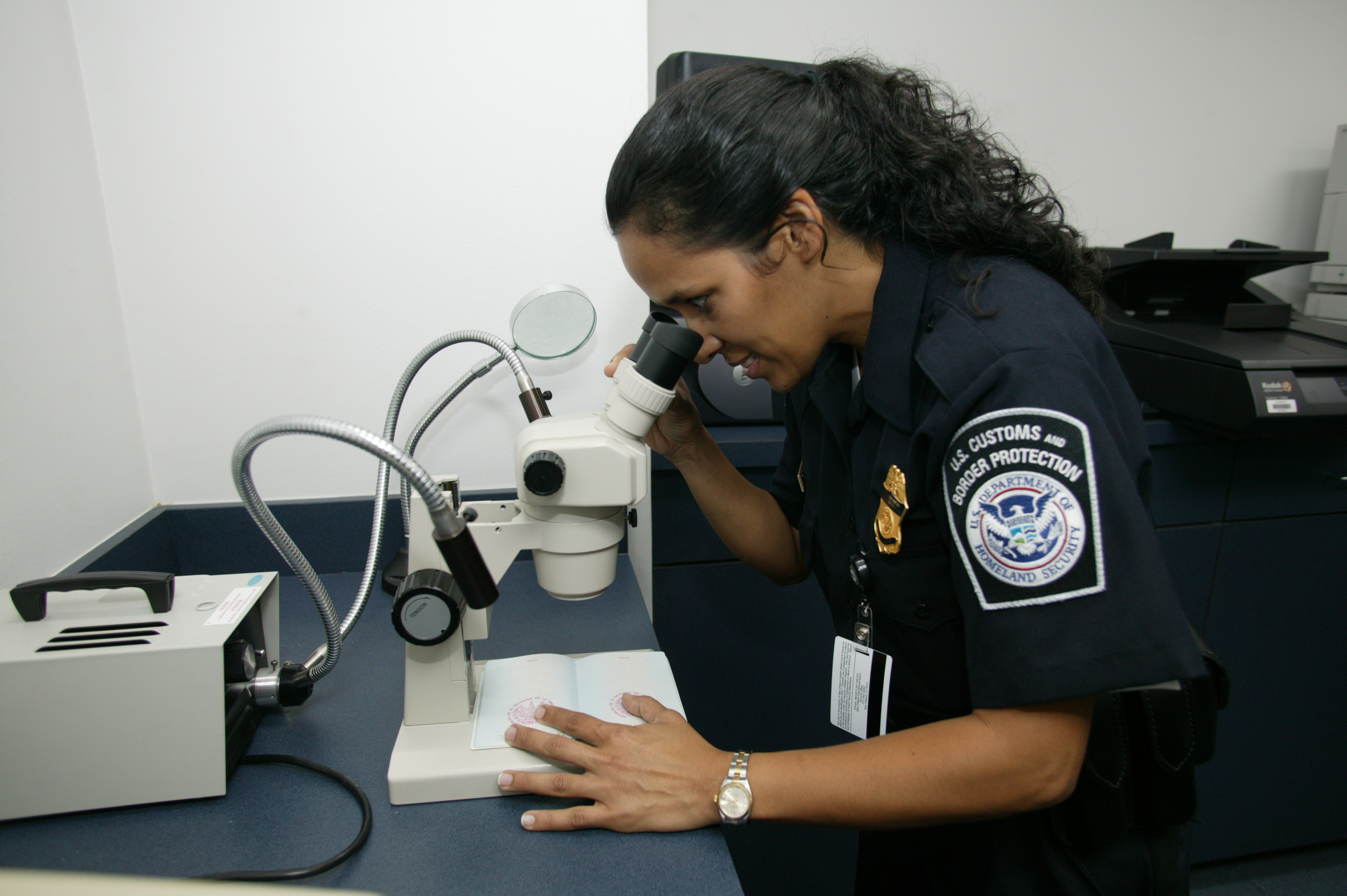
Nhân viên của Văn phòng Điều hành Hiện trường CBP Hoa Kỳ kiểm tra tính xác thực của giấy thông hành tại sân bay quốc tế bằng kính hiển vi soi nổi

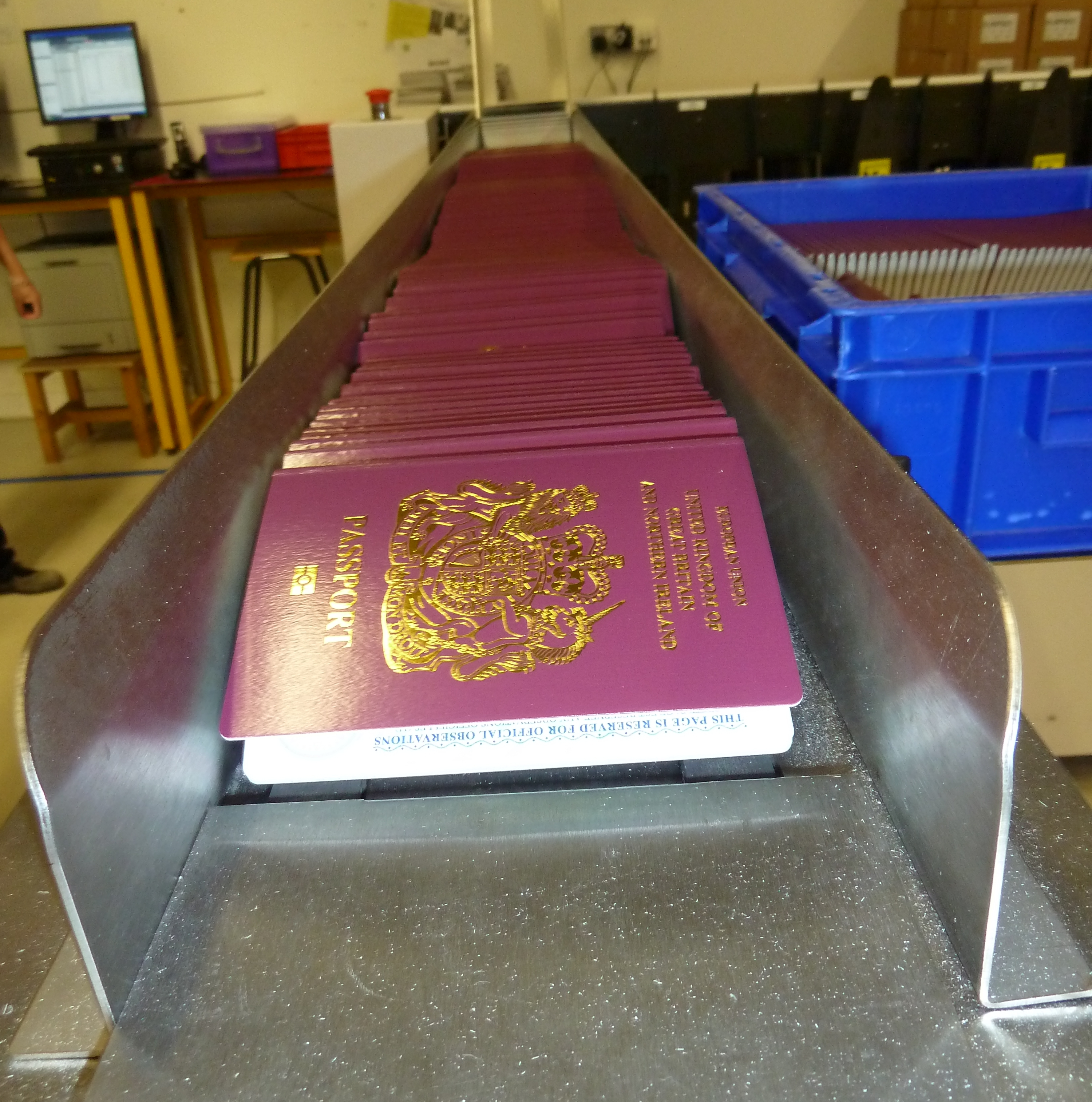
Hơn 5 triệu hộ chiếu của Vương quốc Anh (còn được gọi là "redbook") được in mỗi năm — cứ 2,5 giây thì có một hộ chiếu — tại địa điểm bí mật này ở miền Bắc nước Anh

Tổ chức Hàng không Dân dụng Quốc tế (ICAO) ban hành các tiêu chuẩn hộ chiếu được coi là khuyến nghị cho các chính phủ quốc gia. Kích thước của sổ tay hộ chiếu thường tuân theo tiêu chuẩn ISO / IEC 7810 ID-3, quy định kích thước là 125 × 88 mm (4,921 × 3,465 in). Kích thước này là định dạng B7. Thẻ hộ chiếu được cấp theo tiêu chuẩn ID-1 (cỡ thẻ tín dụng).
- Định dạng sổ tay hộ chiếu tiêu chuẩn bao gồm bìa có tên nước cấp, ký hiệu quốc gia, mô tả tài liệu (ví dụ: hộ chiếu, hộ chiếu ngoại giao) và ký hiệu hộ chiếu sinh trắc học, nếu có. Bên trong, có một trang tiêu đề, cũng ghi tên quốc gia. Một trang dữ liệu theo sau, chứa thông tin về người mang và cơ quan cấp. Có những trang trống cho thị thực, và để đóng dấu vào và xuất cảnh. Hộ chiếu có ký hiệu bằng số hoặc chữ và số (" số sê-ri ") do cơ quan cấp.
- Các tiêu chuẩn hộ chiếu có thể đọc được bằng máy đã được ICAO ban hành,[54] với một khu vực dành riêng cho phần lớn thông tin viết dưới dạng văn bản cũng được in theo cách phù hợp để nhận dạng ký tự quang học.
- Hộ chiếu sinh trắc học (hoặc hộ chiếu điện tử) có một chip không tiếp xúc được nhúng để tuân thủ các tiêu chuẩn của ICAO. Những con chip này chứa dữ liệu về người mang hộ chiếu, ảnh chân dung ở định dạng kỹ thuật số và dữ liệu về chính hộ chiếu. Nhiều quốc gia hiện cấp hộ chiếu sinh trắc học, nhằm tăng tốc độ thông quan khi nhập cư và ngăn chặn gian lận danh tính. Những lý do này đang bị tranh cãi bởi những người ủng hộ quyền riêng tư.[55][56]

### Thiết kế thông thường

Hộ chiếu Argentina có tên Mercosur ở trên cùng

Các tập sách thông hành từ hầu hết các quốc gia trên thế giới đều có hình quốc huy của quốc gia phát hành trên trang bìa. Liên hợp quốc lưu trữ kho quốc huy, nhưng việc trưng quốc huy không phải là yêu cầu được quốc tế công nhận đối với hộ chiếu.
Có một số nhóm quốc gia, theo thỏa thuận chung, đã áp dụng các thiết kế chung cho hộ chiếu của họ:
- Liên minh châu Âu. Việc thiết kế và bố trí hộ chiếu của các quốc gia thành viên của Liên minh châu Âu là kết quả của sự đồng thuận và khuyến nghị, thay vì chỉ thị.[57] Hộ chiếu do các quốc gia thành viên cấp và có thể bao gồm tập hộ chiếu thông thường hoặc dạng thẻ hộ chiếu mới hơn. Bìa của sổ hộ chiếu phổ thông có màu đỏ tía (ngoại trừ Croatia có bìa màu xanh), với "Liên minh châu Âu" được viết bằng ngôn ngữ hoặc ngôn ngữ quốc gia. Dưới đó là tên quốc gia, quốc huy, từ hoặc các từ cho "hộ chiếu" và ở dưới cùng là ký hiệu cho hộ chiếu sinh trắc học. Trang dữ liệu có thể ở phía trước hoặc ở phía sau của cuốn sổ hộ chiếu và có sự khác biệt đáng kể về thiết kế xuyên suốt để cho biết quốc gia thành viên nào là nhà phát hành.[note 1] Các quốc gia thành viên tham gia Hiệp định Schengen đã đồng ý rằng hộ chiếu điện tử của họ phải chứa thông tin dấu vân tay trong chip.[58]
- Năm 2006, các thành viên của Hiệp ước CA-4 (Guatemala, El Salvador, Honduras và Nicaragua) đã thông qua một hộ chiếu có thiết kế chung, được gọi là hộ chiếu Trung Mỹ, theo một thiết kế đã được Nicaragua và El Salvador sử dụng từ giữa Những năm 1990. Nó có vỏ màu xanh nước biển với dòng chữ "América Central" và bản đồ Trung Mỹ, và lãnh thổ của quốc gia phát hành được đánh dấu bằng vàng (thay cho quốc huy của từng quốc gia). Ở cuối trang bìa là tên của quốc gia cấp và loại hộ chiếu.
- Các thành viên của Cộng đồng các quốc gia Andean (Bolivia, Colombia, Ecuador và Peru) bắt đầu phát hành hộ chiếu được thiết kế phổ biến vào năm 2005. Thông số kỹ thuật cho định dạng hộ chiếu chung đã được phác thảo trong một cuộc họp của Hội đồng Bộ trưởng Ngoại giao Andean năm 2002.[59] Hộ chiếu quốc gia đã cấp trước đây sẽ có giá trị cho đến khi hết hạn. Hộ chiếu Andes có màu đỏ tía (đỏ tía), với các dòng chữ bằng vàng. Chính giữa con dấu quốc gia của quốc gia phát hành là tên của cơ quan khu vực bằng tiếng Tây Ban Nha (Comunidad Andina). Bên dưới con dấu là tên chính thức của quốc gia thành viên. Ở dưới cùng của trang bìa là từ tiếng Tây Ban Nha "pasaporte" cùng với "hộ chiếu" tiếng Anh. Venezuela đã cấp hộ chiếu Andean, nhưng sau đó đã rời Cộng đồng Andean, vì vậy họ sẽ không cấp hộ chiếu Andean nữa.
- Liên minh các quốc gia Nam Mỹ đã báo hiệu ý định thiết lập một thiết kế hộ chiếu chung, nhưng có vẻ như việc thực hiện sẽ mất nhiều năm.
- Các quốc gia thành viên của Cộng đồng Caribe (CARICOM) gần đây[khi nào?] bắt đầu phát hành hộ chiếu với thiết kế chung. Nó có biểu tượng CARICOM cùng với quốc huy và tên của quốc gia thành viên, được thể hiện bằng ngôn ngữ chính thức của CARICOM (tiếng Anh, tiếng Pháp, tiếng Hà Lan). Các quốc gia thành viên sử dụng thiết kế chung là Antigua và Barbuda, Barbados, Belize, Dominica, Grenada, Guyana, Jamaica, Saint Kitts và Nevis, Saint Lucia, Saint Vincent và Grenadines, Suriname, Trinidad và Tobago. Tổ chức các quốc gia Đông Caribe (OECS) đã có một phong trào phát hành hộ chiếu được thiết kế chung, nhưng việc triển khai hộ chiếu CARICOM đã khiến điều đó trở nên thừa thãi và nó đã bị xóa bỏ.

### Trang yêu cầu

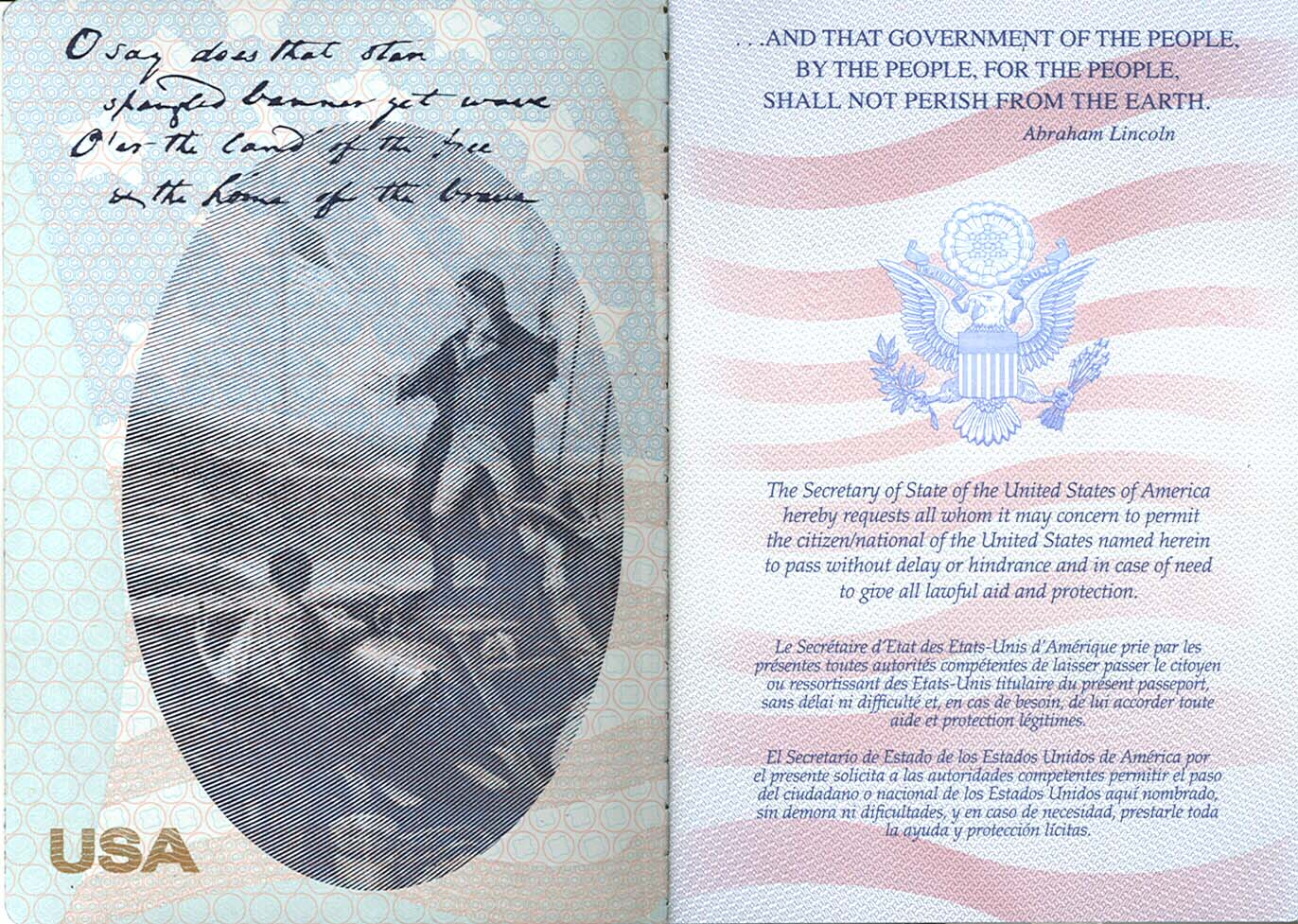
Thông báo trong hộ chiếu được tìm thấy bên trong hộ chiếu Hoa Kỳ

Hộ chiếu đôi khi có một thông điệp, thường là ở gần phía trước, yêu cầu người mang hộ chiếu được phép đi lại tự do, và yêu cầu thêm rằng, trong trường hợp cần thiết, người mang hộ chiếu được hỗ trợ. Thông điệp đôi khi được thực hiện dưới danh nghĩa của chính phủ hoặc nguyên thủ quốc gia và có thể được viết bằng nhiều ngôn ngữ, tùy thuộc vào chính sách ngôn ngữ của cơ quan ban hành.

### Ngôn ngữ
Năm 1920, một hội nghị quốc tế về hộ chiếu và thông qua vé do Hội Quốc Liên tổ chức đã khuyến nghị rằng hộ chiếu được cấp bằng tiếng Pháp, về mặt lịch sử là ngôn ngữ ngoại giao và một ngôn ngữ khác. Hiện tại, ICAO khuyến nghị rằng hộ chiếu được cấp bằng tiếng Anh và tiếng Pháp, hoặc bằng ngôn ngữ quốc gia của quốc gia cấp và bằng tiếng Anh hoặc tiếng Pháp. Nhiều nước châu Âu sử dụng ngôn ngữ quốc gia của họ, cùng với tiếng Anh và tiếng Pháp.
Một số kết hợp ngôn ngữ bất thường là:
- Hộ chiếu quốc gia của Liên minh Châu Âu có tất cả các ngôn ngữ chính thức của Liên minh Châu Âu. Hai hoặc ba ngôn ngữ được in ở các điểm có liên quan, theo sau là số tham chiếu trỏ đến trang hộ chiếu nơi bản dịch sang các ngôn ngữ còn lại xuất hiện.
- Hộ chiếu Canada được viết bằng cả tiếng Anh và tiếng Pháp, mặc dù tiếng Pháp được bao gồm trong trường hợp này do vị trí của nó là ngôn ngữ chính thức của Canada.
- Hộ chiếu Barbadia và hộ chiếu Hoa Kỳ có ba thứ tiếng: Anh, Pháp và Tây Ban Nha. Hộ chiếu Hoa Kỳ theo truyền thống là tiếng Anh và tiếng Pháp, nhưng bắt đầu được in với thông điệp và nhãn tiếng Tây Ban Nha vào cuối những năm 1990, để công nhận tình trạng nói tiếng Tây Ban Nha của Puerto Rico. Chỉ có tin nhắn và nhãn bằng nhiều ngôn ngữ; bìa và các trang hướng dẫn chỉ được in bằng tiếng Anh.
- Tại Bỉ, cả ba ngôn ngữ chính thức (Hà Lan, Pháp, Đức) đều xuất hiện trên trang bìa, ngoài tiếng Anh trên trang chính. Thứ tự của các ngôn ngữ chính thức phụ thuộc vào nơi cư trú chính thức của người nắm giữ.
- Hộ chiếu của Bosnia và Herzegovina được sử dụng bằng ba ngôn ngữ chính thức là Bosnia, Serbia và Croatia ngoài tiếng Anh.
- Hộ chiếu Brazil có bốn ngôn ngữ: tiếng Bồ Đào Nha, ngôn ngữ quốc gia chính thức, tiếng Tây Ban Nha, vì các quốc gia có chung biên giới, tiếng Anh và tiếng Pháp.
- Hộ chiếu Anh có tiếng Anh và tiếng Pháp trên trang thông tin và bản dịch tiếng Wales và tiếng Gaelic Scotland trên một trang phụ.
- Hộ chiếu Síp có tiếng Hy Lạp, Thổ Nhĩ Kỳ và tiếng Anh.
- Trang đầu tiên của hộ chiếu Libya chỉ có tiếng Ả Rập. Trang cuối cùng (trang đầu tiên từ góc nhìn phía Tây) có tiếng Anh tương đương với thông tin trên trang đầu tiên bằng tiếng Ả Rập (trang cuối phía Tây). Sự sắp xếp tương tự cũng được tìm thấy trong hộ chiếu của một số quốc gia Ả Rập khác.
- Hộ chiếu Ấn Độ có tiếng Anh và tiếng Hindi.
- Hộ chiếu Iraq bằng tiếng Ả Rập, tiếng Kurd và tiếng Anh.
- Hộ chiếu của Macau SAR có ba ngôn ngữ: tiếng Trung, tiếng Bồ Đào Nha và tiếng Anh.
- Hộ chiếu New Zealand bằng tiếng Anh và tiếng Maori.
- Hộ chiếu Na Uy có hai dạng ngôn ngữ Na Uy là Bokmål và Nynorsk, Northern Sami và English.
- Hộ chiếu Pakistan được cấp bằng tiếng Anh và tiếng Urdu.
- Hộ chiếu Sri Lanka có tiếng Sinhala, Tamil và tiếng Anh.
- Hộ chiếu Thụy Sĩ có 5 thứ tiếng: Đức, Pháp, Ý, Romansh và Anh. Trang 2 và 3 chứa bản dịch sang 26 ngôn ngữ.
- Hộ chiếu Lebanon có ba ngôn ngữ: tiếng Ả Rập, tiếng Anh và tiếng Pháp.
- Hộ chiếu Syria bằng tiếng Ả Rập, tiếng Anh và tiếng Pháp.
- Hộ chiếu Nepal bằng tiếng Anh và tiếng Nepal.

### Tem nhập cư
Để kiểm soát xuất nhập cảnh, giới chức nhiều nước sử dụng tem xuất nhập cảnh. Tùy thuộc vào quốc gia, một con tem có thể phục vụ các mục đích khác nhau. Ví dụ, ở Vương quốc Anh, con dấu nhập cảnh trong hộ chiếu bao gồm giấy phép chính thức để nhập cảnh được cấp cho một người bị kiểm soát nhập cảnh. Ở các quốc gia khác, một con tem kích hoạt hoặc xác nhận việc tiếp tục nghỉ phép được quy định trong giấy thông hành nhập cảnh của người mang hộ chiếu.
Theo hệ thống Schengen, hộ chiếu nước ngoài được đóng dấu ngày tháng mà không cho biết thời hạn lưu trú. Điều này có nghĩa là người đó được coi là có quyền ở lại trong ba tháng hoặc trong khoảng thời gian được hiển thị trên thị thực của mình nếu có quy định khác.
Thị thực thường có dạng một con tem có mực, mặc dù một số quốc gia sử dụng nhãn dán kết hợp các tính năng bảo mật để hạn chế việc giả mạo.
Các quốc gia thành viên của Liên minh Châu Âu không được phép đóng dấu vào hộ chiếu của người không thuộc diện kiểm soát nhập cư. Việc đóng dấu bị cấm bởi vì nó là một sự áp đặt của một sự kiểm soát mà người đó không phải tuân theo.
Các quốc gia thường có các kiểu tem khác nhau cho các mục nhập và xuất cảnh, để giúp xác định chuyển động của mọi người dễ dàng hơn. Màu mực có thể được sử dụng để chỉ định phương thức vận chuyển (đường hàng không, đường bộ hoặc đường biển), chẳng hạn như ở Hồng Kông trước năm 1997; trong khi các kiểu biên giới cũng làm điều tương tự ở Ma Cao. Các biến thể khác bao gồm thay đổi kích thước của con tem để chỉ thời gian lưu trú, như ở Singapore.
Tem nhập cư là một lời nhắc nhở hữu ích về các chuyến đi. Một số du khách "sưu tập" tem nhập cư trong hộ chiếu và sẽ chọn nhập cảnh hoặc xuất cảnh vào các quốc gia bằng các phương tiện khác nhau (ví dụ: đường bộ, đường biển hoặc đường hàng không) để có các con dấu khác nhau trong hộ chiếu của họ. Một số quốc gia, chẳng hạn như Liechtenstein, không đóng dấu hộ chiếu có thể cung cấp con dấu hộ chiếu theo yêu cầu cho các mục đích "ghi nhớ" như vậy. Monaco (tại văn phòng du lịch) và Andorra (tại biên giới của nó) cũng làm điều này. Đây là những con tem chính thức do các văn phòng chính phủ phát hành. Tuy nhiên, một số doanh nghiệp tư nhân có thể cho hộ chiếu đóng dấu giá tại các di tích lịch sử và những hộ chiếu này không có tư cách pháp nhân. Có thể những con tem tưởng niệm như vậy có thể ngăn cản người mang hộ chiếu đi du lịch đến một số quốc gia nhất định. Ví dụ, Phần Lan luôn từ chối cái mà họ gọi là 'hộ chiếu giả', nơi những người mang hộ chiếu đã bị từ chối cấp thị thực hoặc nhập cảnh do đóng dấu kỷ niệm và được yêu cầu lấy một hộ chiếu mới thay thế.

## Hạn chế trong sử dụng
Trong trường hợp một quốc gia không công nhận quốc gia khác, hoặc đang tranh chấp với quốc gia đó, người có hộ chiếu của bên tranh chấp có thể bị cấm nhập cảnh và đôi khi đối với những người mà đã đến thăm quốc gia kia; ví dụ được liệt kê dưới đây. Quốc gia cấp hộ chiếu cũng có thể hạn chế hiệu lực hoặc việc sử dụng hộ chiếu trong các trường hợp cụ thể, chẳng hạn như sử dụng để đi du lịch đến các quốc gia nhất định vì lý do chính trị, an ninh hoặc sức khỏe.

### Châu Á
- Bangladesh - hộ chiếu Bangladesh có giá trị để đi đến tất cả các quốc gia ngoại trừ Israel.
- Trung Quốc đại lục và Đài Loan - Công dân Đài Loan (ROC) sử dụng giấy phép đi lại đặc biệt (Giấy phép đi lại đại lục cho cư dân Đài Loan) do Bộ Công an Trung Quốc (CHND Trung Hoa) cấp để vào Trung Quốc đại lục. Công dân của Trung Quốc Đại lục nhập cảnh vào Đài Loan cũng phải sử dụng giấy phép đi lại đặc biệt (Exit & Entry Permit) do bộ di trú của ROC cấp. Tùy thuộc vào nơi họ đến, họ cũng cần có hộ chiếu Trung Quốc khi khởi hành từ bên ngoài Trung Quốc Đại lục hoặc giấy thông hành giống hộ chiếu, được gọi là Giấy phép Du lịch Đài Loan cho Công dân Đại lục, khi khởi hành từ Trung Quốc Đại lục (cùng với giấy tờ đặc biệt xác nhận xuất cảnh giống như thị thực do cơ quan nhập cư CHND Trung Hoa cấp kèm theo giấy phép). Công dân Trung Quốc là thường trú nhân Hồng Kông và Ma Cao có thể nộp đơn xin Giấy phép Xuất nhập cảnh ROC trực tuyến hoặc khi đến và phải đi bằng hộ chiếu HKSAR, hộ chiếu MSAR hoặc hộ chiếu BN (O).
- Hồng Kông và Ma Cao - Công dân Trung Quốc cư trú tại Hồng Kông và Ma Cao cần có ' Giấy phép Trở về Nhà ' để ra vào Trung Quốc đại lục. Hộ chiếu Đặc khu Hành chính Hồng Kông và Hộ chiếu Đặc khu Hành chính Ma Cao không được sử dụng để đi đến Trung Quốc đại lục. Ngoài ra, công dân Trung Quốc cư trú tại Hồng Kông không thể sử dụng hộ chiếu Quốc tịch Anh (ở nước ngoài) vì CHND Trung Hoa không công nhận hai quốc tịch. Cư dân Trung Quốc đại lục đến thăm Hồng Kông hoặc Ma Cao phải có Giấy phép xuất cảnh để đi lại đến và đi từ Hồng Kông và Ma Cao (往来 港澳 通行证 hoặc 双 程 证) do chính quyền Đại lục cấp, cùng với xác nhận (签注), trên Giấy phép xuất cảnh cần phải được áp dụng mỗi lần (tương tự như thị thực) khi đến thăm các SAR (ngoại trừ những cư dân có hukou ở Thâm Quyến có thể xin xác nhận nhiều lần nhập cảnh).[62] Những cư dân không thường trú tại Ma Cao không đủ điều kiện để được cấp hộ chiếu có thể đến Hồng Kông bằng Giấy phép đến Hồng Kông (澳門 居民 往來 香港特別行政區 旅行 證) có giá trị trong 7 năm, cho phép người có chỉ được đi đến Đặc khu hành chính Hồng Kông trong thời gian hiệu lực của nó.
- Người israel -  Cho đến năm 1952, hộ chiếu của Israel thường không có giá trị để đi đến Tây Đức khi đó, vì sau thảm họa Holocaust, việc người Israel đến thăm Tây Đức vì bất kỳ công việc nào ngoài các công việc chính thức được coi là không phù hợp. Một số quốc gia Hồi giáo và châu Phi không cho phép bất kỳ ai sử dụng hộ chiếu Israel nhập cảnh. Ngoài ra, Iran,[63] Kuwait,[64] Lebanon,[65]] Libya,[66] Saudi Arabia,[67] Sudan,[68] Syria[69] và Yemen[70] không cho phép những người có bằng chứng về chuyến du lịch đến Israel, hoặc hộ chiếu có visa Israel đã qua sử dụng hoặc chưa sử dụng. Vì lý do này, Israel không còn đóng dấu thị thực trực tiếp trên hộ chiếu mà đóng trên một tờ giấy thay thế cho con dấu trên giấy thông hành.  Một số quốc gia không cho phép sử dụng hộ chiếu của họ để đi đến Israel.
- Lebanon - Hộ chiếu Lebanon có giá trị để đi đến tất cả các quốc gia ngoại trừ Israel.
- Malaysia - hộ chiếu Malaysia có giá trị để đi đến tất cả các quốc gia ngoại trừ Israel.
- Brunei - hộ chiếu Bruneian có giá trị để đi đến tất cả các quốc gia ngoại trừ Israel.
- Pakistan - hộ chiếu Pakistan có giá trị để đi đến tất cả các quốc gia ngoại trừ Israel.
- Philippines - từ năm 2004 đến giữa năm 2011, hộ chiếu Philippines không thể được sử dụng để đến Iraq do các mối đe dọa an ninh ở quốc gia đó.[71]
- Hàn Quốc - Chính phủ Hàn Quốc đã cấm công dân đi đến Afghanistan, Iraq, Somalia, Syria và Yemen vì lý do an toàn.[72] Hàn Quốc không coi việc đi lại trong bán đảo Triều Tiên (giữa chính quyền Hàn Quốc và Triều Tiên) là du lịch quốc tế, vì hiến pháp của Hàn Quốc coi toàn bộ bán đảo Triều Tiên là lãnh thổ của mình. Người Hàn Quốc đến Khu công nghiệp Kaesong ở Triều Tiên đi qua Văn phòng Vận tải Đường cao tốc Gyeongui tại Dorasan, Munsan, nơi họ xuất trình thẻ nhựa Giấy chứng nhận thăm quan (방문 증명서) do Bộ Thống nhất Hàn Quốc cấp và Thẻ thông hành có đóng dấu nhập cư Giấy chứng nhận (개성 공업 지구 출입증) do Ủy ban quản lý khu công nghiệp Kaesong (개성 공업 지구 관리 위원회) cấp.[73] Cho đến năm 2008, người Hàn Quốc đến các khu du lịch ở phía Bắc như núi Kumgang cần phải mang theo thẻ căn cước của Hàn Quốc vì lý do an ninh.

### Châu Âu
- Do xung đột Nagorno-Karabakh giữa Azerbaijan và Armenia, Azerbaijan từ chối nhập cảnh đối với những người có hộ chiếu Armenia, cũng như những người mang hộ chiếu của bất kỳ quốc gia nào khác nếu họ là người gốc Armenia. Nó cũng từ chối nghiêm ngặt việc nhập cảnh đối với người nước ngoài nói chung có hộ chiếu cho thấy bằng chứng về việc nhập cảnh vào Cộng hòa Nagorno-Karabakh tự xưng, ngay lập tức tuyên bố họ là người vĩnh viễn không phải là gratae. Ngược lại, Armenia cho phép nhập cảnh miễn thị thực đối với người có hộ chiếu Azerbaijan.
- Cộng hòa Bắc Síp thuộc Thổ Nhĩ Kỳ (TRNC) cấp hộ chiếu, nhưng chỉ có Thổ Nhĩ Kỳ công nhận quốc gia của mình. Hộ chiếu TRNC không được chấp nhận để nhập cảnh vào Cộng hòa Síp qua sân bay hoặc cảng biển, nhưng được chấp nhận tại các điểm băng qua đường màu xanh lá cây được chỉ định. Tuy nhiên, theo luật, tất cả người Síp thuộc Thổ Nhĩ Kỳ đều được quyền cấp hộ chiếu của Cộng hòa Síp thuộc EU, và kể từ khi mở cửa biên giới giữa hai bên, công dân Síp và EU có thể đi lại tự do giữa họ. Vương quốc Anh, Hoa Kỳ, Pháp, Úc, Pakistan và Syria hiện chính thức chấp nhận hộ chiếu TRNC có thị thực liên quan.
- Tây Ban Nha không chấp nhận hộ chiếu Vương quốc Anh cấp tại Gibraltar, cáo buộc rằng Chính phủ Gibraltar không phải là cơ quan có thẩm quyền cấp hộ chiếu Vương quốc Anh. Từ "Gibraltar" hiện xuất hiện bên dưới dòng chữ "Vương quốc Liên hiệp Anh và Bắc Ireland" trên bìa hộ chiếu Anh được cấp tại Gibraltar.
- Hộ chiếu Anh có thể được cấp cho những người mang bất kỳ hình thức quốc tịch Anh nào, với những người được xác định tính đến  năm 2014  như: công dân Anh (GBR), công dân lãnh thổ hải ngoại của Anh (GBD), công dân Anh ở nước ngoài (GBO), thần dân Anh (GBS), người được bảo vệ của Anh (GBP) và công dân Anh (ở nước ngoài) (GBN hoặc BN (O)). Chủ sở hữu không phải là công dân Anh có thể không có quyền nhập cảnh hoặc cư trú tại Vương quốc Anh và các quốc gia khác có thể áp dụng các hạn chế không áp dụng cho chủ sở hữu GBR.